# 宋金戦争

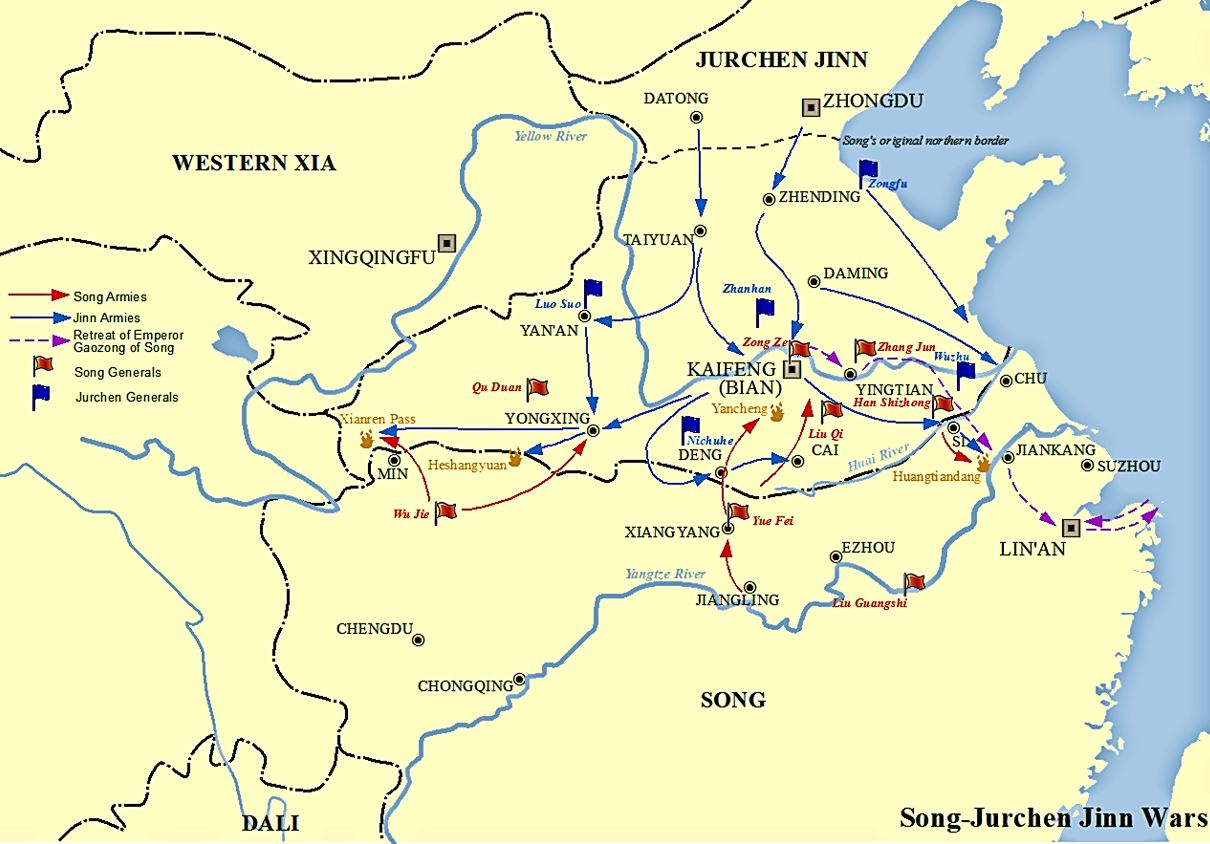
宋金戦争の図

宋金戦争（そうきんせんそう）とは、漢民族の王朝の宋と女真族の王朝の金との間の戦争である。

## 概要
1115年、女真族は契丹（遼）の支配から独立し、金の建国を宣言した。金は当時遼に多額の歳幣を送ることとなっていた宋と海上の盟を結び、遼に対抗した。金は938年（後晋建国）以来遼に奪われていた燕雲十六州を宋に返還する事を約束した。宋金両国は対遼戦争を共に戦う事になっていたが、金が快進撃で遼を滅ぼしたのに対し、宋は花石綱事件を切っ掛けとする方臘の乱の影響で大きく兵力を割かれ、宋の将軍童貫は燕京攻略を金に依頼した。金側は燕京を攻略した後、住民や財産などの全てを燕京から持ち去って返還した。宋側はその後金に対して約束した歳幣を送らず、遼の残党と友好し、金の謀反人を受け入れるなどしたため、金は宋への攻撃を決意した。1125年、金は太原と開封に進軍した。侵略開始直後、太原に駐屯していた宋側主将の童貫は金に怖気を為して部下を見捨てて逃亡したが、宋側で捕らえられて死罪となった。この金の突然の侵略により、徽宗は退位し罪己詔を発して代わって欽宗が即位した。1126年開封攻囲戦の際、欽宗は賠償金の支払いを条件に開封からの撤兵を交渉した。その後、欽宗は首都防衛よりも各県の防衛を固めた。翌年金は再び宣戦を布告し、1127年開封攻囲戦で開封を包囲した。金軍は欽宗及び趙氏（帝室）の者、宋の高官ら多くを拉致した。これが靖康の変である。僅かな宋室の者共は南へ逃れて転々とし、最終的に臨安（現在の杭州市）へと遷都した。中華はそうして、華北の金と華中・華南の宋の2国に分かれてしまった。1130年代、女真族（金）は南征を試みたが、華北では親宋派が反乱を起こし、岳飛・韓世忠らの活躍によって逆に窮地に陥った。宋は一部の領土を奪還したものの、秦檜を始めとする和平派が南宋政府では高宗の支持を受けて拡大したため、両国は和議を結んだ（紹興の和議）。この和議により、南宋は淮河-大散関線を国境としてそれ以北を金に割譲した。またこれと同時に、金から逃れてきた秦檜を始めとする和平派が南宋政府を完全に掌握し、主戦派であった岳飛の死刑・韓世忠の免官が決まった。1161年、廃帝海陵王は南宋征伐を試みたが、采石磯の戦いで虞允文に敗れ、金側での内乱によってこの侵攻は中断され、和議が結ばれた（隆興の和議）。この時、中国初の海軍が整備されたとされる。また1206年から1208年に掛けて、金の弱体化に目を付けた韓侂冑による開禧の北伐が起こったが、宋による金征服は叶わず和議が結ばれた（嘉定の和議）。1233年、モンゴル帝国は宋と対金同盟を結び、蔡州攻囲戦で金を共同で滅ぼした。この時に自殺した哀宗の骨は臨安の宗廟に捧げられ、ここに宋は正式に宋金戦争への勝利を宣言した。しかし南宋は中原奪還を掲げて同盟に反して開封・洛陽・南京（応天府、現在の商丘市）の三京奪還を掲げて河南へ進軍（端平入洛）したが、モンゴル軍に壊滅的打撃を加えられた。以降の宋は宋金戦争の代わりにモンゴル・南宋戦争を戦う事となった。
宋金戦争は、中国の技術・文化・人口が急速に変化する時代を生み出した。この戦争には様々な火薬兵器の初期形態をもたらした。1132年徳安攻囲戦では、火砲の祖先である火槍の使用が記録されている。また火薬を詰めた火砲や爆発する鉄火砲や火箭（焼夷矢）が用いられるようになった。一方で女真族は華北征服後の植民の中で同化が進み。征服王朝である金の国制も中華王朝を模した官制を取り入れ、儒教思想に基づく正統性の確立に勤しんだ。また開戦直後に中国の文化の中心地である華北を金に征服されたことで宋の東アジアでの地位は低下したものの、南宋はすぐに経済的繁栄を取り戻し、数十年にわたる戦乱にもかかわらず、金との交易は有利に行われた。南宋は江南経済の発展に支えられ、首都臨安は商業の中心都市として発展した。

## 脆弱な宋金同盟

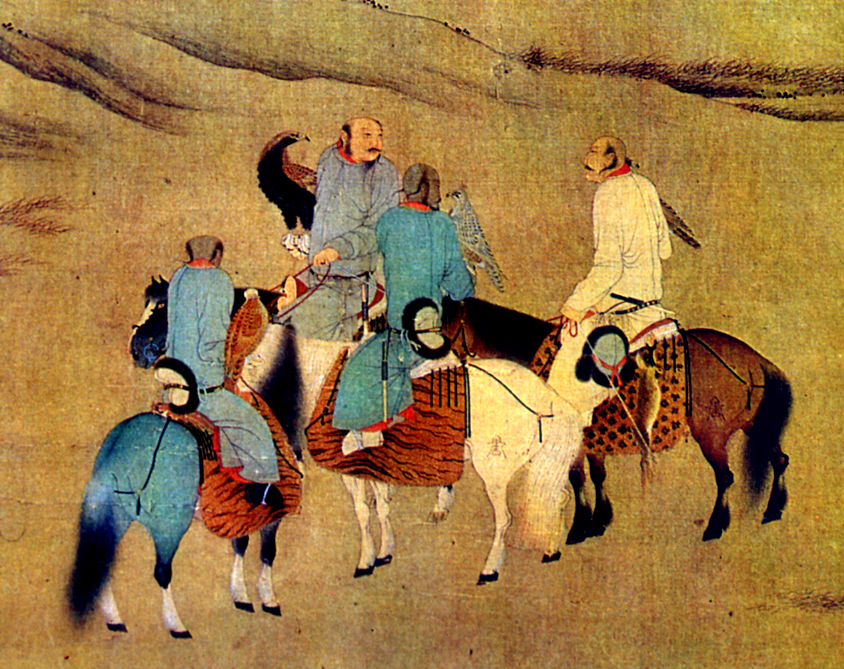
宋金両国の対遼同盟。契丹人の狩猟。国立故宮博物院所蔵。

女真族は現在の中国東北部から北東アジアにかけての地域に居住していたツングース系の半農半猟の部族であった。女真族の大半は遼に臣従しており、当時の遼はモンゴル・中国北部・東北部・契丹・朝鮮北部・極東ロシアの一部を支配する遊牧民族帝国であった。遼と宋は良好な関係にあったが、1005年の衝突による澶淵の盟以来、宋は毎年絹20万本と銀10万両を歳幣として支払っていた。一方で女真族に対する遼の支配では、初夜権が契丹側にあるなどとされたため、女真族側では支配に大きな恨みが残った。また宋の公主たちも契丹に送られたが、貞節を奪われて自殺したり、貞節を奪われることに抵抗して殺されたりした。1114年には、女真族を統一した完顔阿骨打が遼に対して反旗を翻した。1115年には金の皇帝を名乗った。遼の亡命者から女真族の反乱成功を聞き、宋側の徽宗や主将の童貫は遼の弱体化に目を付け、燕雲十六州奪還を目論んだ。

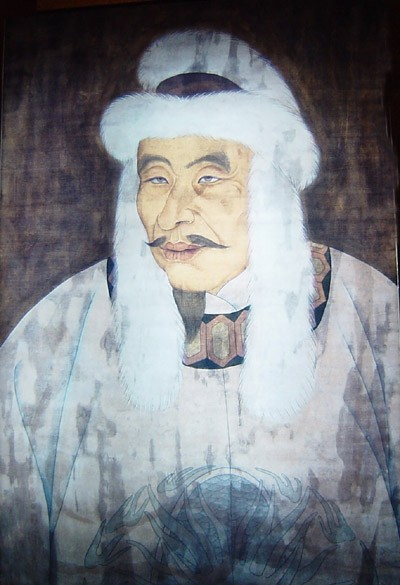
女真族の長、1115年より金の皇帝 完顔阿骨打

宋金両国の間の陸地は遼の支配領域であったため、外交上の接触は渤海を経由する他なく、契丹からの馬の輸入という名目で移動し、同盟交渉を開始した。宋の使者は1118年に金の宮廷に辿り着いた。翌年には金の使者が開封を訪れ、盟約が結ばれた。当初両国は遼の領土の分割を約束しており、1120年の時点での合意では燕雲十六州の割譲を条件に遼へ払っていた歳幣の金への支払いを約束していた。しかし1120年末、金は遼の殆どを制圧したのに対し、宋は十六州の一部しか占領できず、金は十六州の西端にある西京大同府（現在の大同市）を占拠した。宋金両軍は金が遼の中京大定府を始めとする中央部を、宋が南京析津府（現在の北京市）を占領すると合意した。遼への共同戦争は当初1121年に開戦予定であったが翌年に変更され、その年の2月23日に金は中都を占領した。宋は西夏との戦争に加え方臘の乱の影響で参戦が大いに遅れ、1122年5月になってようやく童貫ら宋軍が燕京を攻撃したものの、逆に撃退されてしまった。そのため童貫らは開封への一時撤退に追い込まれてしまった。第1攻撃の後、完顔阿骨打は盟約を変更し、燕京及び他六州のみを割譲した。また1123年初頭に金は遼の南京析津府を陥落させ、住民を奴隷化して拉致し、財産をも略奪して宋に明け渡した。遼の急速な崩壊により宋金両国の交渉が活発になった。金は割譲しなかった十六州の一部を効果的に支配し、より大きな影響力を持つようになった。完顔阿骨打は軍事的に殆ど貢献しなかった宋が十六州の残りを占拠しようとしていると聞き、不満を募らせた。1123年春に宋金両国はようやく第1次宋金条約を締結した。この条約では宋へ返還される領土は燕京を含む七州となり、残り九州は金領と定められた。また宋は金に対して絹30万本と銀20万両の歳幣を支払い続ける事となり、更に返還七州分の税収の補償として銅貨100万貫を一括で支払う事となった。1123年5月になり、童貫ら宋軍は既に金軍によって略奪された空城となった燕京に入城した。

## 北宋と金の戦い

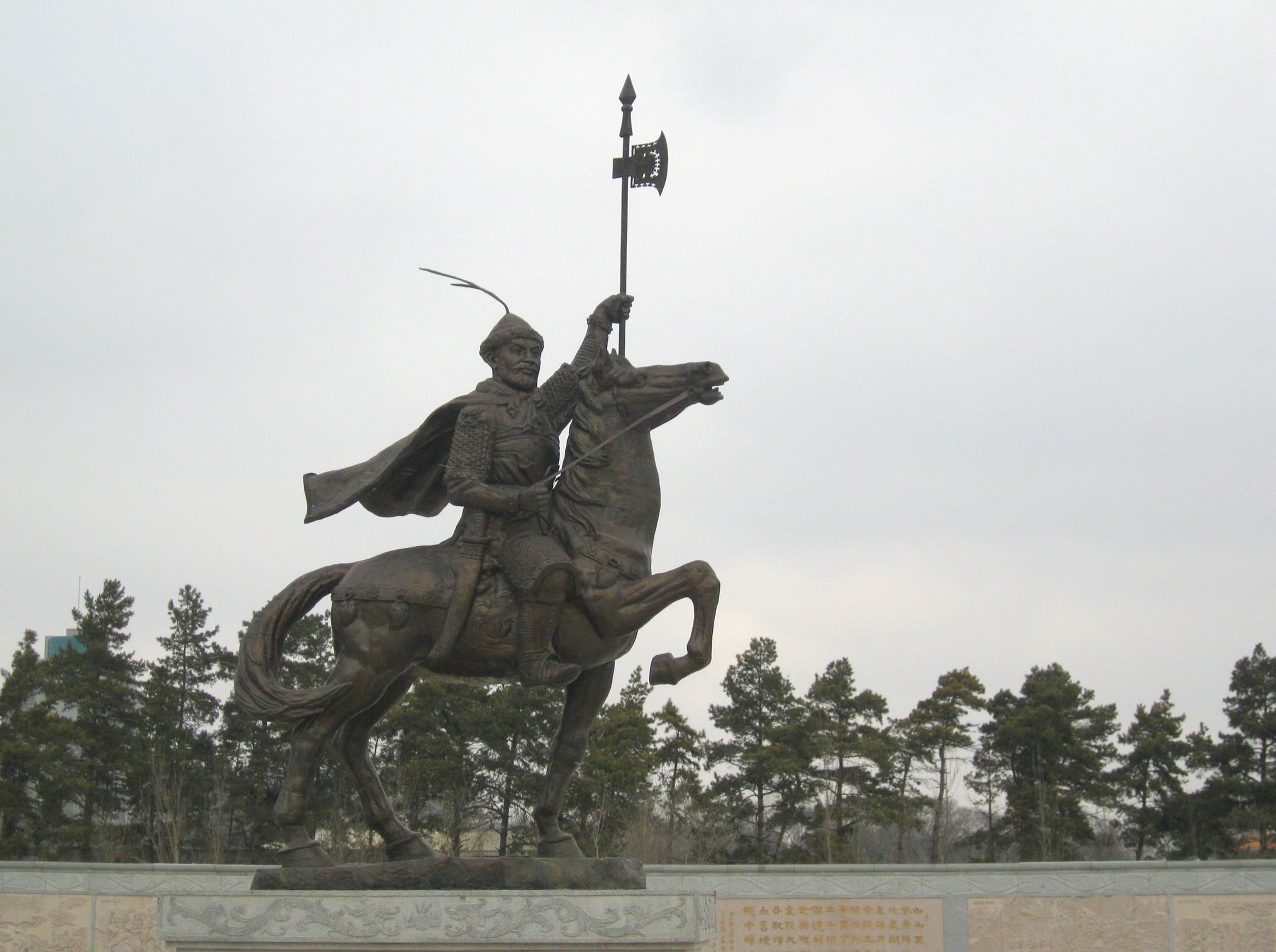
金の最初の都の上京会寧府（現在の哈爾浜市）にある上京歴史博物館前の完顔阿骨打銅像

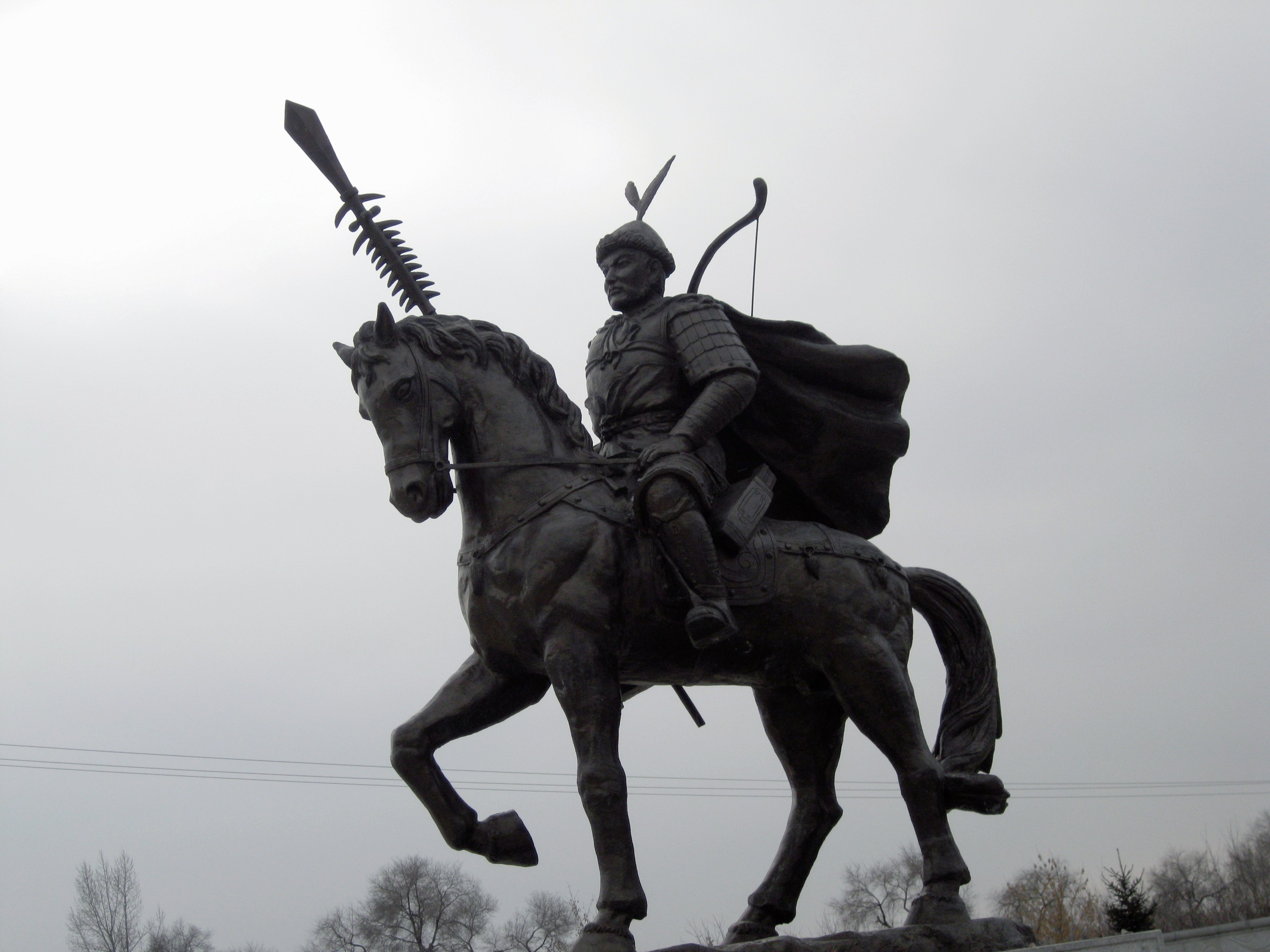
同・太宗完顔呉乞買の銅像

太祖完顔阿骨打は遼の天祚帝の追撃中に病没したが、後を継いだ弟の太宗完顔呉乞買は1126年開封攻囲戦で一度宋を下すも宋は金に対して防衛を整えたので、1127年に北宋征服を目的とする軍事行動を開始した。1127年開封攻囲戦で宋は数十日持ちこたえたものの開封は陥落し、徽宗・欽宗は捕えられ（靖康の変）、宋に代わって中原には親金派の宰相の張邦昌に即位を強いて傀儡国の大楚を建国させた。しかし張邦昌は宋への帰順の意志を示し、欽宗の弟にあたる趙構の擁立に動いた。そして趙構らは南宋を建国し、都を臨安（現在の杭州市）に定めた（宋の南遷）。

### 開戦前の緊張
宋の燕京回復から1カ月後、燕京の東にある平州知州張覚が金に反逆して金の主な役人を殺害し、宋に引き渡した。金は張覚の軍を粉砕し、張覚は燕京へと逃れた。1123年、宋金両国は張覚を処刑する事に合意こそしたものの、一度張覚の亡命に応じた事は、相互の亡命者の受け入れを禁じていた盟約に反していたため、両国の緊張を高める事となった。1124年、宋は残る九州の割譲を金に要求したため、これが金の怒りを買う一つの要因となった。金はこの年完顔阿骨打の病没により完顔呉乞買が即位した。彼は完顔宗翰・完顔宗望の強い拒絶により九州割譲を躊躇い、最終的には二州のみを与えた。この時既に宋侵攻の準備は整えられつつあった。金の王族は南に僅かに残る遼を撃破し、翌1124年には西夏を服属させ、遼の最後の皇帝天祚帝を捕えて遼を滅ぼし、宋との盟約解消に備えて侵略の準備を整えた。

### 第1次金軍侵攻
1125年11月、太宗完顔呉乞買は軍に宋への攻撃を命じた。この侵攻では2年前の張覚の離反が開戦事由となった。そして金軍は宋の主要都市を攻略するため、東西の2軍を派遣した。

### 太原攻囲戦
完顔宗望に率いられた西軍は、大同を出発して山西の山中を通って太原に向かい、宋の西京洛陽に向かった。宋軍は侵攻を全く想定しておらず油断していた。宋側主将の童貫は、二州割譲要求のために金に送った使者から金軍侵攻を知った。帰国した使者は、宋が河北・山西の支配権を金に譲るならば、金軍は侵攻を見合わせてもよいと報告した。童貫は太原から逃走し、禁軍が軍の指揮を執った。1126年1月中旬、金軍が太原を包囲した。禁軍の指揮のもと、太原は持ちこたえ、金軍の洛陽への進撃を阻止した。

### 第1次開封攻囲戦

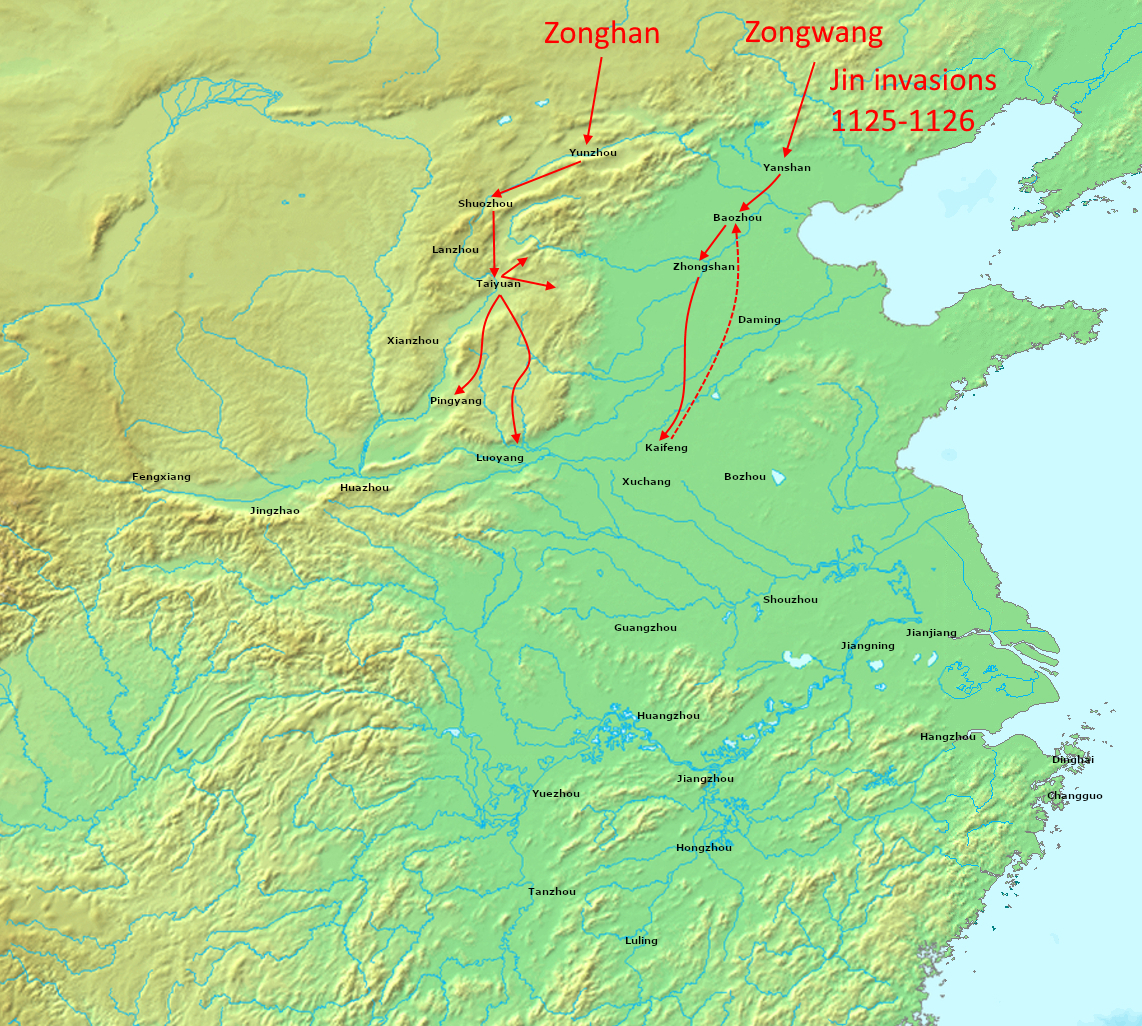
西軍は完顔宗翰が、東軍は完顔宗望が率いた。地図中で説明すると、西軍は雲州→朔州→太原→平陽・洛陽へと、東軍は燕京→保州→中山→開封へと侵攻した。

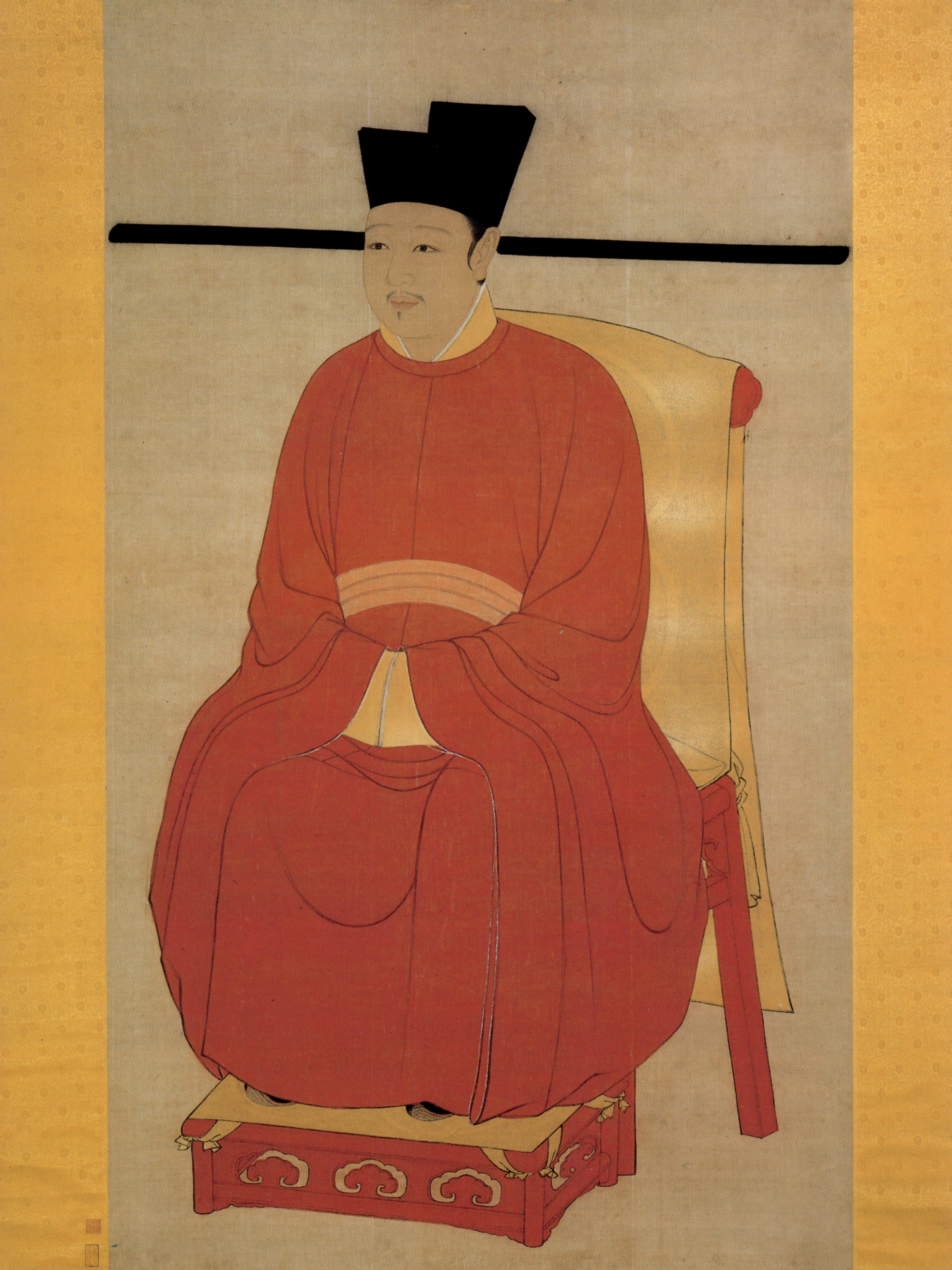
徽宗は1月28日に金軍の開封来襲に伴い欽宗に帝位を譲った。

完顔宗望率いる東軍は燕京（現在の北京市）を占領し、最終的に開封を目指す事となった。燕京占領時に武力衝突はあまりなく、容易に燕京を占拠した。また宋側の将軍の郭薬師は宋を見限り金に寝返った。宋が十六州を奪還しようとした際にはあった漢民族による抵抗は、金の侵入の際には全くなく、1125年末までに金は二州を征服し、十六州の再支配を確立した。1126年初頭には開封にまで迫った。
金軍の開封接近から徽宗は華北の放棄を計画したが、皇帝の都落ちは降伏と同然であるが故に官人らは退位を迫った。反対意見は殆ど無く、皇帝の危機からの脱出は帝位継承の儀礼よりも重んじられていた。1126年旧正月直前に徽宗は息子への譲位を行い太上皇帝（上皇）へと降格となった。旧正月の2日後であった1126年1月27日に金軍は黄河に到達した。徽宗（上皇）はその翌日に欽宗（現皇帝）を残して開封から逃れた。
開封は1126年1月31日に攻囲された。宋は金に臣従し宰相と皇太子を捕囚とし河間・太原・中山を割譲する事を条件に講和した。金は加えて金銀各5000万両、鉄・絹各100万本、馬・ラバ・牛各1万頭、ラクダ1000頭の賠償を要求した。これは宋が金に1123年以来支払ってきた歳幣の180年分に相当した。
宋では遠方からの援助が見込めず、金との講和に賛成する官人と反対する者とで対立が生じた。李綱はこの時援軍の到着と金軍の物資の枯渇を待って防衛体制を維持する事を提案した。しかし夜間の金軍への待ち伏せ作戦は鄧桂の暴露により失敗し、和平派が次第に優勢となった。この奇襲の失敗は欽宗が金との講和に応じるように傾く切っ掛けとなり、官人らも欽宗を講和に応じるよう説得した。宋は金による三州の支配を認め。金軍は包囲開始から33日後の3月になって包囲を解いた。

### 第2次金軍侵攻
金軍が開封を離れるや否や欽宗は講和を破棄し、太原を包囲した金軍を撃退し、中山と河間の防衛を強化するために更に派兵を行った。しかし9万人と6万人の軍勢は6月までに金軍に敗れ、太原救出のための第2次遠征は失敗した。
宋の講和条約違反を非難すると共に宋軍の弱さに気付いた金側の将軍らは再び東西二面から第2次遠征を開始した。開封講和条約後太原から撤退し僅かな部隊に任せていた完顔宗望が西軍を率いて舞い戻り、太原は260日間の籠城戦の末に1126年9月に陥落した。太原陥落を受けて、宋朝政府では主戦派が失脚して再び和平派が優勢となった。12月中旬にも東西の金軍は第2次開封攻囲へ向けて合流した。
一方で完顔宗望が率いる東軍は9月8日に保州を出発し、当日のうちに雄州・中山府を征服した。9月15日には新楽を攻め落とし、26日には宋側大将の种師閔を井陘で破って天威軍・真定府を征服して、真定府知府であった李邈は捕えられて死んでしまった。西軍は11月18日に太原から威勝軍を、29日には懐州を攻略した。この時守将の霍安国が抵抗したため、その一族は族誅に処せられた。27日夜に黄河北岸に到着した金軍は宋の宣撫副使折彦質率いる12万の軍勢と黄河を挟んで対峙したが、夜通し軍楽を打ち鳴らして攪乱したために宋側は戦闘前に疲れてしまい、黎明には一兵も見えなくなっていた。そこでただちに金軍の偵察隊3千が密かに黄河を渡河して宋軍を攻撃すると、折彦質の方では金軍がみな渡河したと考え、驚き慌て28日明朝には全軍総崩れとなり敗走した。29日に完顔活女が盟津を渡り、洛陽・永安の宋軍は降伏した。30日には汜水より黄河を渡り、洛口の宋軍は鄭州に潰走した。東京開封府の城門は閉鎖され、城内では大混乱が発生して混乱に乗じた放火や略奪などが横行した。そんな中で康王趙構（後の高宗）は城外へ逃れた。東軍は11月20日に真定から開封へ向けて進軍した。22日には防衛が整っている事を知った完顔宗望らは恩州から大名府へと向かった。当時の大名府は対北方の最終防衛拠点であった。12月4日には黄河を渡河し、大名府に加えて臨河・徳清軍・開徳府を攻め落とした。そして12月9日には開封に到達した。17日には完顔宗翰らも開封に到着し、開封の包囲体制が整った。

### 第2次開封攻囲戦

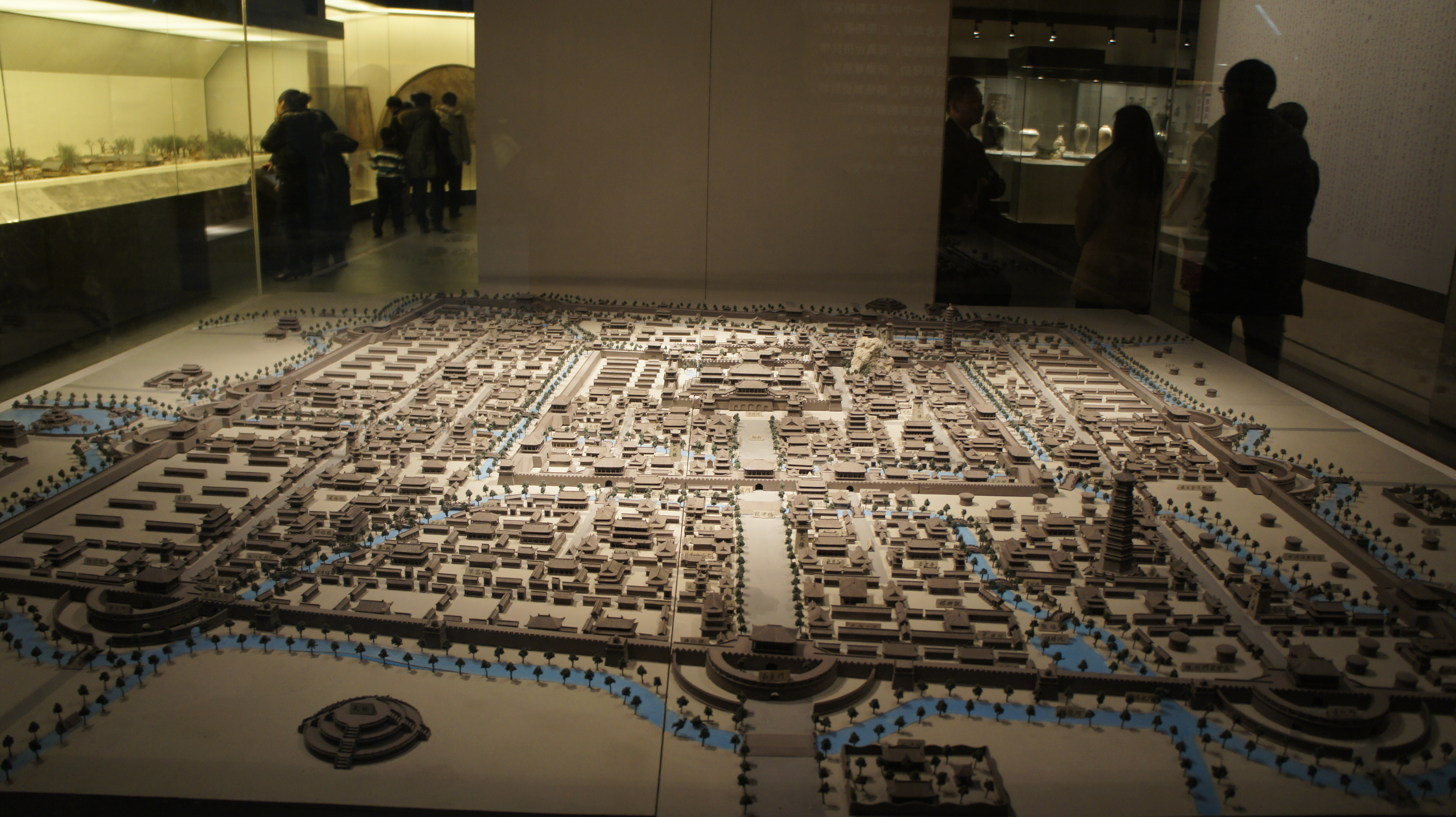
開封の都

北方での宋側の敗北以後、欽宗は金との停戦を望んだものの、開封には殆ど軍は居らず、各州の防衛を命じたために首都開封には僅か10万ばかりの兵士しか居なかった。宋軍は全土に分散配備されていて、金軍の第2次攻撃を防ぎきれなかった。
金軍の攻撃は1126年12月中旬に開始され、戦闘の激化の中で欽宗は和平を申し出続けたものの、金の要求は黄河以北の全領土の割譲であった。この交渉の際に東軍の完顔宗望は茂徳帝姫趙福金の自身への降嫁を背景に宋金両国の和平を取り持ったが、西軍の完顔宗翰などの他の将軍の反対により交渉は決裂した。20日以上の攻囲戦により宋側の防御力や士気も低下し、1127年1月9日に金軍は開封の城門を突破して略奪を始めた。欽宗は国庫を解放して提供を申し出たが略奪は収まらず、国庫も市民の財産も全てが持ち去られた。欽宗は数日後に無条件降伏 を申し出、欽宗・徽宗以下宋帝室や官人らは人質として金に捕らえられた。人質らは会寧府（金の首都）まで連れ去られ、平民とされた。彼らは「昏徳公」（徽宗）や「重昏侯」（欽宗）などと呼ばれて嘲笑された。1128年には戦犯としての形式で宋帝室を扱うようになったが、1135年に徽宗が没すると待遇は緩和され、欽宗には爵位が与えられ、俸禄を受け取る身分となった。

### 北宋の領土失陥の理由

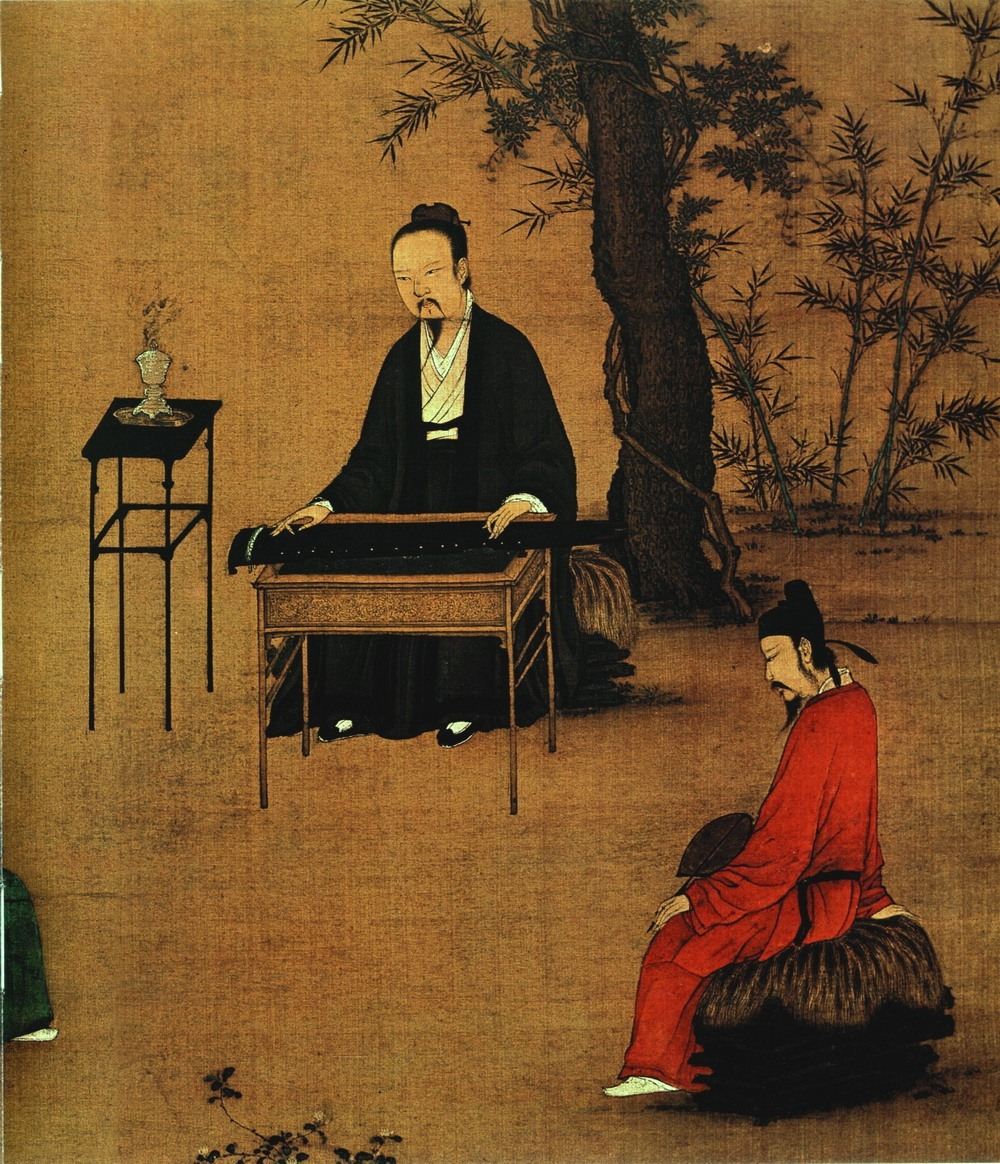
徽宗の芸術への過剰な関心が北宋の没落に繋がった事は否定できない。

宋が度重なる軍事的失態を犯し、華北を金に奪われたのには、様々な要因があった。宋の伝統的な歴史記述では、王朝の衰退の原因は徽宗の朝廷の悪事にあるとされている 。これらの物語は、徽宗とその官僚たちの道徳的な失敗を非難した 。しかし、1076年に改革派の王安石が宰相の位を追われると、新法党の力も弱り、改革運動は下火となった。また皇帝としてではなく画家としての能力に長けていた徽宗の治世は腐敗に満ちていた。徽宗は度重なる反乱によって国家が脅かされる中でも、庭園や寺院の建設に多額の資金を投じた。
アリ・ダニエル・レヴィンによる現代的分析では、軍や官僚の指導力不足に原因があるとし、華北の失陥は必然であったとする。軍部は過剰に拡張され、徽宗は国家資源を対西夏の戦争に投入して失敗した。宋は遼の分割を提案しこれが金を刺激することになった。宋の外交上の過失は金を過小評価し、金側の軍拡を見誤った事であった。馬を除く豊富な資源を持っていたが、戦闘時の資源管理が不十分であった。宋の前にあった広大な漢や唐とは異なり、宋は馬の大部分を飼育・調達できる中央アジアに大きな拠点を持っていなかった。宋側の将軍の李綱は、馬の安定供給がなければ、金の騎兵に対して著しく不利であり、「金が勝利したのは、彼らがカタフラクト（重騎兵）を使ったからであり、それに対して我々（宋）は歩兵で対抗したため、我々の兵士が敗走したのは当然だ」と述べていた。

## 南宋と金の戦い

### 宋の南遷

#### 高宗即位当時の環境

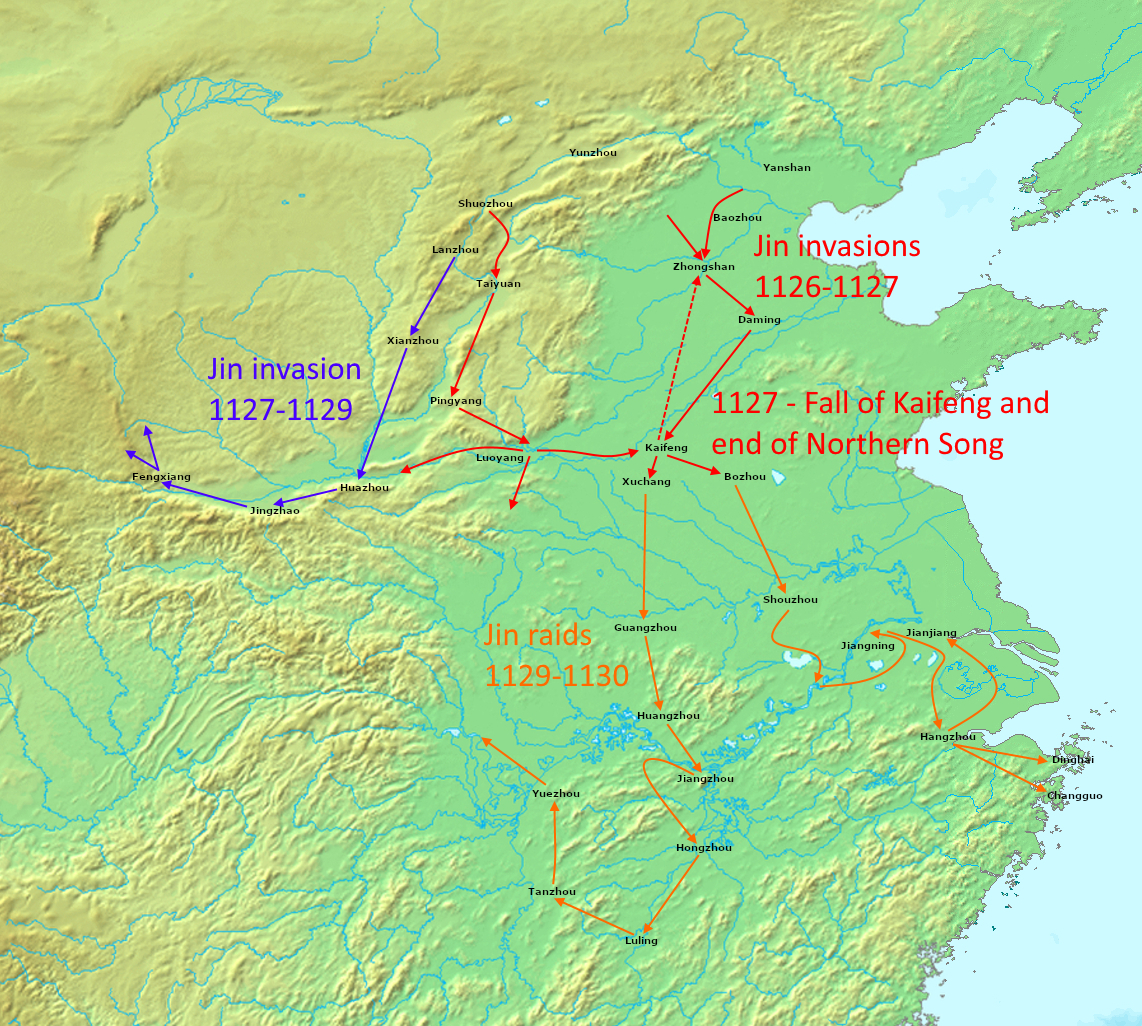
金による宋侵攻（靖康の変～1130）

金の将軍たちは宋の崩壊を予想したり、或いは望んだりはしていなかった。金側の目的はあくまで宋を弱体化させる事でこれまでよりも多くの歳幣を受け取る事にあり、この大きすぎる勝利は全くの予想外であったのだ。また女真族としては遼の旧領での支配の確立に気を取られておりそれどころでは無かった。そのため金は宋への侵攻を続ける代わりに、漢民族を用いて漢民族を支配させる戦略を採った。金は、北宋地域での反乱を鎮めるために金の介入を必要とせずに華北を統治し、毎年の歳幣を確保できる国家の樹立を模索した。1127年、金は元々宋の宰相であった張邦昌を擁立し、張邦昌は新たに建国された大楚の傀儡皇帝となった。傀儡政権になっても華北での抵抗は止まらなかったが、あくまで反乱軍の動機は、宋朝への忠誠からのものというよりは、金による略奪への怒りからのものであった。華北に点在する都市に駐留していた宋の将軍の中には、宋に忠誠を誓う者も多く、武装した志願兵たちは、金軍の駐留に反対する義勇兵を組織したのである。この反乱は金が北方を支配する上での障害となった。一方、宋の帝室の一人である趙構は捕らえられなかった。外交職務中で冀州に行き、開封には居なかったからであった。そのため開封の都が金に占拠された際の帝室の拉致を免れたのだった。後の高宗趙構は、河北・河南・山東を転々としながら、追撃する金軍から何とか逃れた。金は趙構を開封に誘い込んで、捕らえようとしたものの、成功しなかった。趙構は1127年6月初旬にようやく、未だ宋の勢力の支配下であった南京応天府（現在の商丘市）に到着した。再興した宋にとって、応天府はあくまで「行在」という形の臨時首都であった。また政権が応天府に建ったのは、宋の建国者である趙匡胤がかつて応天府を拠点としていたという歴史的重要性からであった。つまり南京応天府への遷都は、6月12日に新たに即位した高宗の正統性を裏付けるためであった。また李綱は高宗に圧力をかけ、宋を裏切った張邦昌は自害に追い込まれた。張邦昌の殺害は、宋が金を刺激することを厭わず、金が新たに征服した領土に対する支配をまだ確立していなかった事を示していた 。金の傀儡政権であった大楚の併合と解体により、開封は再び宋の支配下に入った。開封の守将の宗澤は、高宗に政権を開封に戻すよう求めたが、高宗はこれを拒絶し南に退却した。この南遷によって、北宋時代は終わり、南宋時代が始まった。また曲阜の孔子の子孫である衍聖公孔端友も高宗政権とともに南方の衢州に逃れ、代わって華北を占拠した金は、曲阜に残った孔端友の弟の孔端操を衍聖公に任命した。また、張載の曾孫である張選も高宗とともに南へ逃れた。

#### 臨安への移転
宋が大楚を解体し、張邦昌を処刑したことは、金の反感を買った上、宋金2国が締結した条約に違反することになった。金は宋への攻撃を再開し、すぐに華北の大部分を再征服した。1127年末、高宗は政権を応天府からさらに遷し、運河を通って淮河の南、長江の北にある揚州に遷した。政権は1年以上ここを都とした。金軍が淮河まで進出すると、1129年に朝廷は一部を杭州に避難させた。その数日後、高宗は金の前衛部隊に数時間先行されながらも、馬に乗って何とか脱出した。高宗は杭州で起きたクーデターによって退位させられそうになったため、1129年5月、再び北上して長江の南岸にある建康（現在の南京市）に都を移した。しかし、その1カ月後、宗澤の後継者である杜充が開封から軍を引き払い、建康は攻撃された。皇帝は9月には杭州に戻り、建康は杜充に一任された。最終的に、金は1130年初頭に開封を攻略した。
1127年から1129年にかけて、宋は金に13人の使節を派遣して和議を模索し、高宗の母の顕仁皇后と欽宗の釈放を交渉したが、金はこれを無視した。1129年12月、金は新たな軍事行動を開始し、東西2軍を淮河を越えて派兵した。西部戦線では、宋の太后が住む江西に侵攻し、洪州を攻略した。しかし数カ月後、東軍の撤退に伴い退却を命じられた。
一方、東部戦線では、完顔宗弼が金の本隊を指揮していた。彼は建康の南西岸で長江を渡り、杜仲が降伏した際に建康を占領した。完顔宗弼は建康を出発して急進撃し、高宗を捕らえようとした。1130年1月22日、金軍は杭州を占領し、2月4日には更に南の越州を占領したが、明州付近で将軍の張順が完顔宗弼と戦ったことで、高宗は逃げる時間を得た。完顔宗弼が追撃を再開する頃には、宋政権は船で浙江沿岸の舟山に逃れ、さらに南下して温州に向かった。金は船を出して高宗を追跡したが、捕らえることはできず、追撃を諦め、金軍は北に退却した。無防備だった杭州や蘇州を略奪した後、ついに岳飛や韓世忠率いる宋軍の抵抗を受けるようになる。韓世忠は黄天蕩の戦いで、大勝を収め、完顔宗弼が長江北岸に遡るのを阻止しようと試みた。金軍の小舟は韓世忠の水上艦隊に敗れたが、完顔宗弼は、焼夷矢で帆を燃やして宋側の船を無力化し、かろうじて長江を渡ることができた。完顔宗弼の軍隊は最後に長江を南下して建康に戻り、そこで略奪を行った後に北上した。しかし、金は宋の水軍に完膚なきまでに叩きのめされ、完顔宗弼は二度と長江を渡ろうとしなかった。1131年初頭、淮河と長江の間の金軍は、宋に忠誠を誓う賊に撃退された。賊の指導者であった張栄は、金との戦いに勝利したことで官職を授けられた。
金の侵攻で高宗が捕らえられそうになった後、高宗は宰相に張順を任じた。西端の陝西と四川を担当していた張順は、金軍の圧力を軽減するために、そこにいる金軍を攻撃するように命じた。張順は大軍を編成したが、1130年末に長安付近で完顔宗弼に敗れた。完顔宗弼はさらに西の甘粛に進み、南の階州まで進撃した。1131年と1132年に行われた金と宋の最も重要な戦いは、陝西・甘粛・四川で行われた。金は1131年に和尚原で2つの戦いに敗れた。四川への進出に失敗した完顔宗弼は、燕京まで退却したがその後、1132年から1134年にかけて、再び西部戦線に復帰した。1132年、金軍は湖北と陝西を攻撃。1133年、完顔宗弼は和尚原を攻略したが、しかし、仙人関での敗北により進撃は止まり、四川の攻略を諦めた。その後10年間、宋金両国間で大きな戦いはなかった。
1133年に宋の政権が杭州に戻り、街は臨安と改名された。同年末、臨安に皇室の祖廟が建てられたが、これは朝廷が正式な宣言をせずに臨安を実質的に宋の首都としたことを示すものである。しかし名目上では杭州は臨時の首都として扱われた。1130年から1137年の間、宮廷は各々建康に移り、また臨安に戻ってきた。建康を新都とする案もあったが、宮廷がより安全と考えた臨安が選ばれた。湖や水田などの自然の障壁が臨安を囲んでいたため、金の騎兵が臨安の砦を突破することは困難であった。また海に面しているため、包囲されても脱出が容易であった。1138年、高宗は正式に臨安を王朝の首都と宣言したが、臨時の首都という認識はまだ残っていた。臨安はその後150年間、南宋の首都として、商業・文化の中心地として発展した。

### 劉斉を用いた宋侵攻
宋側の官吏である秦檜は、1130年に「天下の争いがなくなることを望むならば、南人（宋）は江南に、北人（金）は華北に留まることが必要である」と平和的解決を提言したが、高宗は自らを北人だと考えており、最初はこの提案を拒否した。1132年には金が投獄した宋の外交官を解放し、1133年には宋が金の臣下になることを申し出るなど、和平に向けた態度が見られたが、和議は実現しなかった。金が要求した国境線を淮河から長江まで南下させるという条件は、両者が合意に至るにはあまりにも大きな障壁であった。
中国北部では抗金勢力の反乱が続いていたため、長江以南の金軍の作戦には支障が出ていた。戦争を長引かせたくない金は、新たに傀儡国家である大斉を建国させた。漢民族の血を引く者が名目上の支配者となる斉が、反乱軍の不満分子の忠誠を集めることができると考え、また人材不足によって、華北全体を支配することは行政的にも不可能であったからであった。1129年の末期には、劉豫が金の太宗の寵愛を受けていた。劉豫は河北の宋人で、1128年に離反するまでは山東済南府知府を務めていた。1130年末、劉斉が成立し、金は劉豫を皇帝として即位させた。河北大名府は、北宋の首都であった開封に移るまで、劉斉の首都であった。劉斉は徴兵制の導入、官僚制度の改革、高率な徴税などを行い、また建国後7年間に亘って宋との戦争に充てた軍隊の大部分は劉斉から出された。

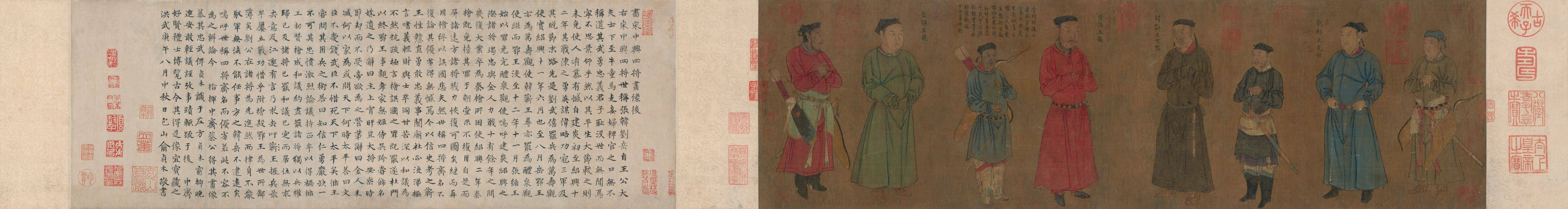
抗金の将を描いた南宋の絵画。(左から2番目が岳飛、4番目が張順、5番目が韓世忠）

金は劉斉にかつての傀儡政権の大楚よりも多くの自治権を与えたが、劉豫は金軍の命令に従う義務があった。金の支援を受けた劉斉は、1133年11月に宋に侵攻した。宋の裏切り者で斉に加担した李成が作戦を指揮した。襄陽をはじめとする近隣諸県は李成の軍勢によって陥落した。漢江（陝西・湖北の襄陽を攻略したことで、金は長江中流域への廻廊を得たが、金軍の南下は将軍の岳飛によって阻止された。1134年、岳飛は李成を破り、襄陽と及び周辺の県を奪還した。しかし、1134年末、斉と金は、淮河に沿ってさらに東へと新たな攻勢をかけた。この際高宗は初めて劉斉を断罪する詔勅を下した。斉・金連合軍は淮河流域で連勝したが、揚州では韓世忠に、廬州では岳飛に撃退された。1135年、金軍が太宗の死を受けて突然撤退したことで、宋は再整備の時間を得た。1136年末、劉斉が寿州を攻撃して戦争が再開され、宋の濠州を攻撃した。金は藕塘で、楊沂中が率いる宋軍との戦いに敗れた。この勝利は宋軍の士気を高め、軍監兼宰相の張順は高宗に反撃の計画を始めるよう説得した。高宗は同意したが、この際酈瓊という将校が上官を殺害し、数万の兵士を連れて金に亡命したため、反攻を断念せざるを得なかった。一方、熙宗完顔合剌は太宗から金の帝位を継承し、和平を推し進めた。劉豫の軍事的失敗から、完顔合剌と金の将軍らは、劉豫が岳飛と密かに共謀しているとして、1137年末、金は劉豫の称号を蜀王に下げ、斉国を廃止した。その上で宋金両国は和平交渉を再開した。

### 宋の大反攻と和平の前進

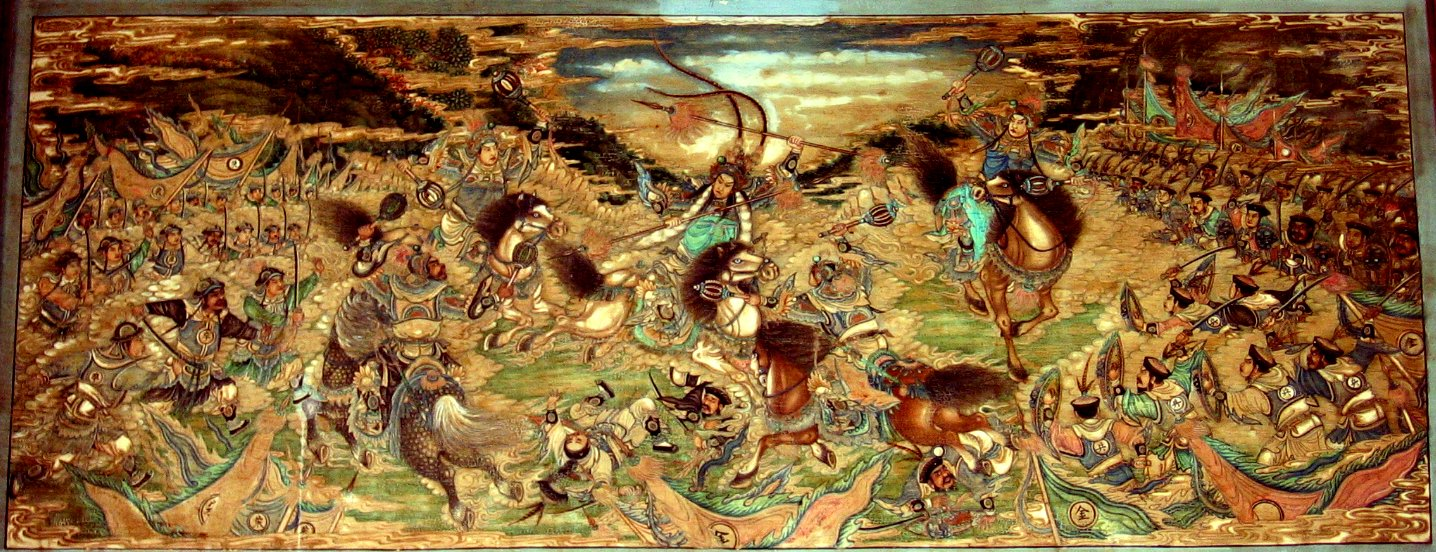
頤和園長廊にある岳飛の壁画

高宗は1138年に秦檜を昇進させ、金との協議を担当させた。岳飛・韓世忠など多くの官人が和議を批判したが。秦檜は御史台の権限で敵を粛清し、交渉を続行した。1138年、宋と金は黄河を国境とし、高宗を金の「臣下」と認める条約に合意した。しかし、宋金両政府に条約への反対意見が残り、条約は発効しなかった。1140年初頭、完顔宗弼率いる金軍が侵攻し。その後、宋の大反攻で大きな領土を獲得した。宋将の劉錡は順昌軍で完顔宗弼との戦いに勝利した。岳飛は淮南を守る宋軍の指揮を任された。しかし、完顔宗弼は淮南に進まず開封に退き、岳飛軍は高宗の侵攻禁止の命令に従わずに金の領域に入った。岳飛は鄭州を攻略し、兵士を黄河に派遣して金に対する農民の反乱を煽った。1140年7月8日の郾城の戦いで、完顔宗弼は歩兵10万人、騎兵1万5千人の軍勢で宋軍に奇襲をかけた。岳飛は騎馬隊を率いて金軍の兵を攻撃し、決定的な勝利を収めた。その後、彼は河南に進み、鄭州と洛陽を奪還した。その後、1140年に勅令によって帰還するように命じられたため、岳飛は撤退を余儀なくされた。

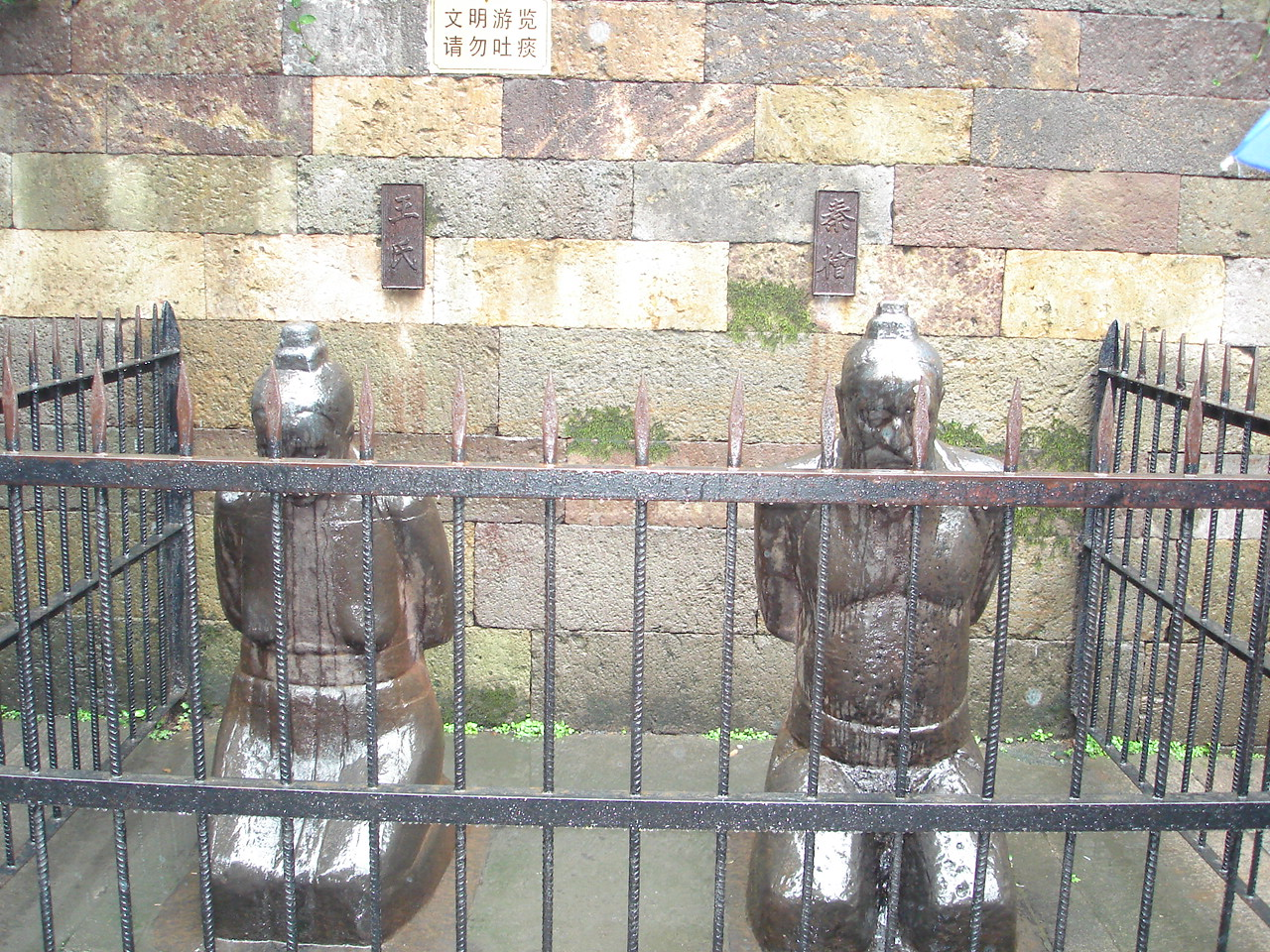
杭州の岳王廟にある秦檜像

高宗は、金との和平条約締結を支持し、軍部の主張を抑えようとした。また岳飛をはじめとする諸将の遠征の成功は却って和平交渉の障害となっていた。宋朝政府は岳飛・韓世忠・張順に爵位を与え、宋軍の指揮を解かせることで軍部を弱体化させた。条約を批判していた韓世忠は引退し、岳飛は抗議の意を込めて辞任を表明した。1141年、秦檜は岳飛を不服従の罪で投獄した。反逆罪に問われた岳飛は、1142年初頭に秦檜の命令で獄中毒殺された。和平交渉の際の金の外交的圧力が影響したかもしれないが、秦檜と金との共謀は厳密には証明されていない。
処刑後、南宋を守護した岳飛の名声は国民的英雄にまで高まった。一方で秦檜は、後世の歴史家から宋を裏切ったと非難された。実際の岳飛は、彼の功績に基づく後世の神話とは異なっていた。岳飛は華北で金と戦った数多くの武将の一人に過ぎず、また伝統的な記述では岳飛が処刑されて金に服従したのは高宗が原因だとされている。秦檜は高宗が和平交渉の成功を感謝したことに対し、「和平の決定はすべて陛下（高宗）の裁断によるもので、臣（秦檜）はそれを実行しただけでありどんな功績があるだろうか」と返したとされる。

### 紹興の和議
1142年10月11日、約1年の交渉の末、紹興の和議（金側の立場からは「皇統の和議」）が行われ、宋金両国の対立は終結した。この和議では、長江の北にある淮河が両国家の境界線とされ、更に宋は金に毎年銀25万両と絹25万本の歳幣を納めることに合意した。この条約により、南宋の地位は金の臣下となった。この文書では、宋を「下等国」とし、金を「上等国」としている。この条約は中国の記録には残っておらず、その屈辱的な評価を物語っている。協定の内容は金側での伝記から復元されたものである。この条約が決着すると、金人は北に退き、両帝国の間で貿易が再開された。この紹興の和議によって確保された平和はその後70年間続いたが、2度ほど中断された。1度は宋が、もう1度は金が始めた軍事作戦によってであった。

### その他の戦闘

#### 海陵王完顔迪古乃の侵攻
1150年、完顔迪古乃は熙宗完顔合剌に対するクーデターを起こし、金朝の第4代皇帝となった。完顔迪古乃は、自らを中華皇帝と称し、宋を征服して中国を統一することを計画した。1158年、完顔迪古乃は、宋が1142年の講和条約を破って馬を手に入れたと発表して「開戦事由」を作り出した。また、帝国では不評だった徴兵制を導入し、帝国内には不安が広まった。反乱は、契丹人や宋に隣接する地域で勃発したが、完顔迪古乃は異論を許さず、戦争に反対する者は厳しく罰せられた。宋は、完顔迪古乃の計画を事前に知って主に長江流域に国境の防備を整えたが、高宗の優柔不断な態度がこれを妨げた。高宗は平和を望むあまり、金を刺激することを嫌った。完顔迪古乃は正式には宣戦布告をせずに1161年に侵攻を開始した。完顔迪古乃が自ら率いた金軍は10月15日に開封を出発し、10月28日に淮河の国境に達し、長江方面に進軍した。宋は金に淮河を奪われたが、西方のいくつかの金の地域を占領して、金軍の前進を遅らせた。完顔迪古乃は揚州付近に拠点を構えたが、金の将軍たちは采石磯（現在の安徽省馬鞍山市雨山区）付近で長江を渡るために派遣された。

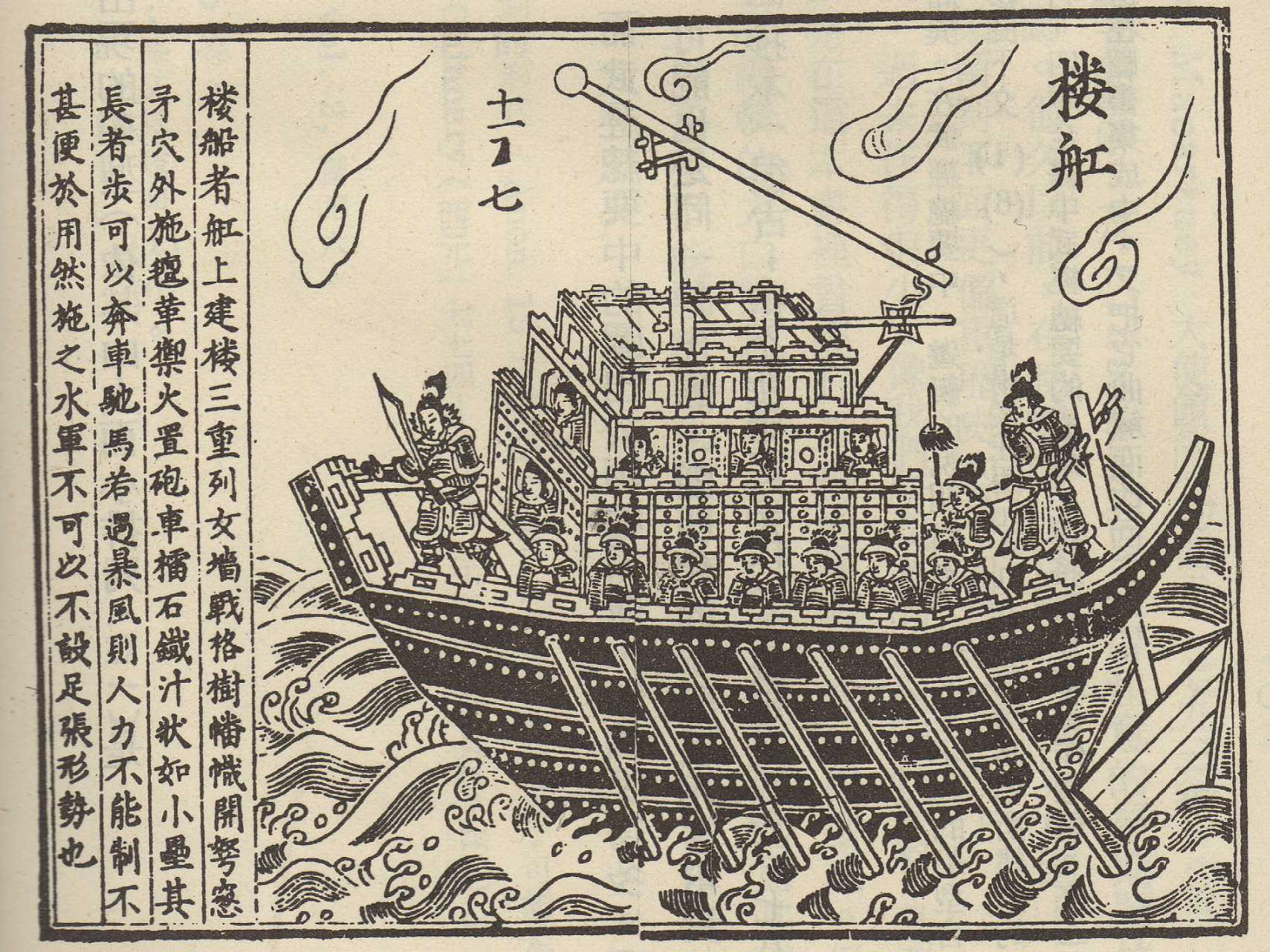
「武経総要」にある、宋代の河上船。上甲板に霹靂車（トレビュシェットの一種）カタパルトを装備したもの。

一方で宋の官僚の虞允文は長江を守る軍の指揮をとっていた。11月26日から27日にかけて行われた采石磯の戦いでは、金軍は采石磯を攻撃して敗北した。また、中国初の常備海軍であった宋朝海軍の火薬爆弾を発射する霹靂砲で武装した外輪船の船は、金艦隊の軽艦を圧倒した。
金の船は、小型で急造されていたため、対抗できなかったのであった。宋が発射した爆弾には、火薬・石灰・鉄片、そして砒素と思われる毒物が混ぜられていたという。中国の伝統的な記述では、この戦いを戦争の転換点としており、北方の侵略者から華南を守るための軍事的な大逆転としている。この戦いの重要性は、4世紀の淝水の戦いと同様の勝利に匹敵すると言われている。同時代の宋の記録によると、虞允文が指揮する采石磯防衛に派遣された18,000人の宋兵が、40万人の軍勢で侵攻してきた金軍を打ち破ったとされている。しかし現代では、金側の数字は誇張されていると考えてられている。宋の歴史家は、采石磯の戦いにおける金の兵士の数を、完顔迪古乃の指揮下にあった兵士の総数と混同している可能性がある。この戦いは伝統的な記述にあるような金が圧倒的有利にあり宋が圧倒的劣勢にあった戦いではなく、宋は金に対して多くの利点を持っていた。宋の艦隊は金よりも大きく、金は最大の武器である騎兵を海戦で使うことができなかった。
ハーバード・フランクなどによる戦場分析では、この勝利は結果的に宋の士気を大いに高めたものではあったものの、小さな戦いであったことが明らかになっている。金軍は負けたものの、約4000人の死傷者を出しただけで、この戦いは金の戦力にとって致命的なものではなかった。完顔迪古乃は、自分を軽蔑していた金の将軍たちとの関係が悪く、金の勝利の可能性を絶たれたのであった。更に12月15日、完顔迪古乃は軍営にて不満を持つ完顔（耶律）元宜に暗殺された。完顔迪古乃は荒淫な暴君ゆえ皇帝としての諡号はなく、現在でも「海陵王」の名で伝えられる。皇位を継いだのは世宗であった。世宗は妻である明徳皇后を自殺に追いやられたことで、完顔迪古乃を深く恨んでいた。世宗は宋との不評な戦争の終結を迫られ、1162年に金軍の撤退を命じた 。同年、高宗は退位した。完顔迪古乃との戦争前に和平を模索し刺激せぬように国境防衛を整えなかった事が退位の理由の一つとされている。宋金両国の小競り合いは国境沿いで続いたが、1165年に隆興の和議が結ばれて沈静化した。大きな領土の変更はなかった。この条約では、金と宋の関係が紹興和議で定められた君臣関係から、金が叔父で宋が甥とする叔姪関係に改められた。宋からの支払いは、それまでの「貢納」から「歳幣」に名称が変更された。

#### 宋の失地回復戦争

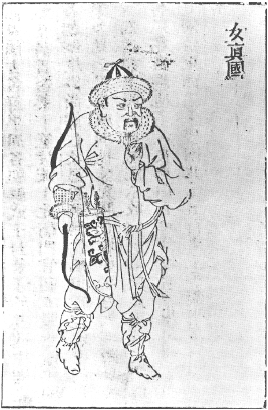
17世紀の女真族

金は、北に台頭してきたモンゴルの圧力、華北の河北と山東を荒廃させた1194年の黄河洪水を頂点とする一連の洪水、そして南部の淮河付近を悩ませた旱魃と大量発生したイナゴ・バッタの食害によって弱体化した。宋は、年に2回金の都に赴く使者から金の苦境を知らされ、金を挑発するようになった。この敵対行為は宰相の韓侂冑が扇動したものであった。しかしながら南宋の皇帝寧宗は戦争にほとんど関心を示さなかった。韓侂冑の監督のもと、戦争の準備は徐々に、慎重に進められた。政権は主戦派の英雄の岳飛を崇拝し、韓侂冑は対金戦争を正当化する史料の出版を指揮した。そして1204年以降、国境地帯に配置された宋の武装集団は金の集落を襲撃し始めた。1205年には韓侂冑が国防の責任者（平章軍国事）に任命された。宋は金領内の反乱軍に資金提供を行い、反乱勢力は宋に忠誠を表明した。このような衝突は、宋の官人の一部の反政府主義者の助けもあって徐々に過激化し続けた。その結果、1206年6月14日に対金戦争が公式に宣言された。宣戦布告の文書では、金が天命を失ったと主張し、金に対する反乱を呼びかけた。
畢再遇は、ほとんど防御されていなかった国境の泗州を占領したが、河北の金軍に対しては大きな損失を被った。金は宋を撃退して南下し、淮河のすぐ南の大運河沿いにある宋の領土の楚州を包囲した。畢再遇は町を守り、金は3カ月後に包囲から撤退した。しかし1206年の秋には、金は複数の都市や軍事拠点を占領した。金は中央戦線の宋領に対して攻撃を開始した。そのため宋軍は楚州を奪還する代わりに金に棗陽と光化軍を占領された。1206年の秋には、宋の攻勢はすでに悲惨な失敗に終わっていた。天候不順、物資不足、飢餓の蔓延により兵士の士気は低下し、多くの者が脱走を余儀なくされた。更に、宋が期待していた華北での漢民族の大規模な反乱は実現しなかった。
更に、宋側には大きな裏切りがあった。1206年12月、四川の総督であり、対金攻撃戦に最も期待されていた軍閥の呉曦が宋朝を裏切って金に投降した。宋は金の兵士を東部戦線から引き離すために呉曦の西方での活躍に依存していた。しかし呉曦は1206年に5万の軍勢で金の陣地を攻撃したが撃退されており、実際は守勢に立たされていた。呉曦の離反は西部戦線全体の損失を意味したが、呉曦が降伏し四川を金軍が支配する直前の1207年3月29日に、安丙の率いる宋側の官軍が呉曦を暗殺した。呉曦の死後、安丙が呉曦の地位を与えられたが西方の宋軍の結束は崩れ、その後の内紛で武将らは互いに反目した。
1207年も戦いは続いたが、同年末には膠着状態に陥った。宋は守勢に回り、一方で金軍も長江を越えて宋の内地には進出できなかった。この攻撃的な政策の失敗により、韓侂冑政権は終焉を迎えた。主和派の重鎮として対金戦争に反対した史弥遠は寧宗の皇后楊氏と共謀し、韓侂冑とその一派に対する粛清を企てた。1207年11月24日、韓侂冑は臨安の玉津園にて皇宮の衛兵に殴られて死んだ。共犯者の蘇師旦は処刑され、韓侂冑に関係した他の官吏も解任されたり、追放されたりした。宋金両国とも戦争継続を望まなかったため、結局和議に落ち着き、1208年11月2日、嘉定の和議が締結され、国境は戦前と同様に維持されるが、宋から金への歳幣が復活した。歳幣は銀5万両と絹5万本が増額された。金と宋の関係は、隆興和議での叔姪関係が伯姪関係に改められ、金が上席であることを明確にした。また、この条約では、金が今回の戦争の首謀者である韓侂冑とその加担者である蘇師旦の首を、宋が金に差し出すことが定められた。韓侂冑と蘇師旦の首は掘り出された死体から切り離され、一般に公開された後、金に届けられた。

#### モンゴルが勃興する中での宋金戦争

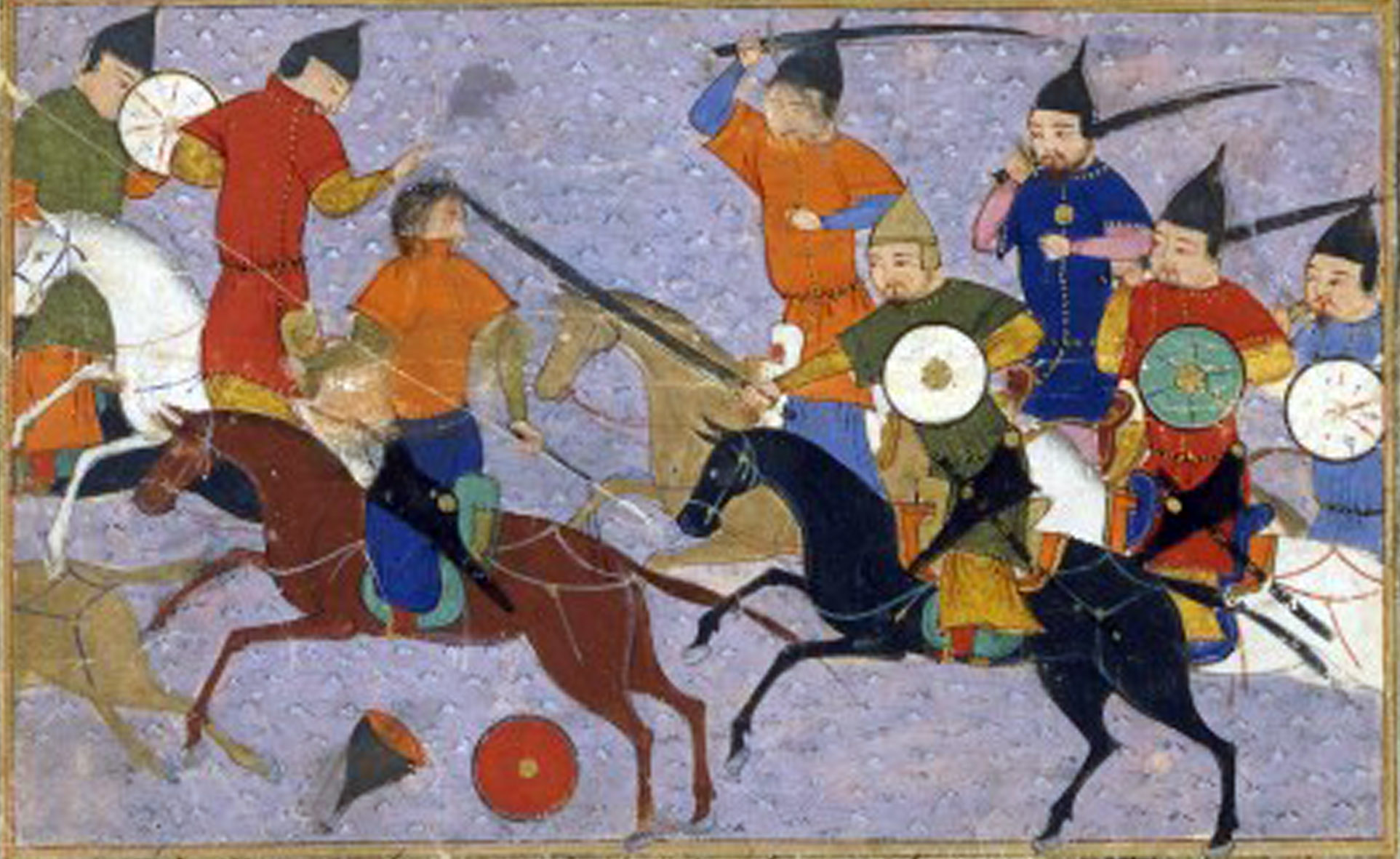
集史にあるモンゴル・南宋戦争の様子

モンゴルによる各地の征服

12世紀半ばに、遊牧民の連合体が統一されモンゴル帝国が始まった。彼らと他の草原の遊牧民は、時折、北西から金を襲撃していた。金は懲罰的な遠征を避け、宋に対すると同様に宥和的な態度をとっていた。表向き金の属国であったモンゴルは、1210年に金の属国の地位を脱し、1211年に金を攻撃した。この出来事を受けて、宋朝は弱体化した金への貢納を打ち切ることを検討したが、やはり最終的には金との対立を避けることを選択した。そのため1214年に西夏が対金同盟を提案した際にはこれを拒否し、1215年に金が貢納額引き下げを提案した際には貢納を打ち切らずこれを快諾した。一方、1214年には、金は中都の戦いから開封に退き、開封は金の新しい首都となった。モンゴルの拡大に伴い金は領土を失ったため、1217年に縮小した領土を補うために宋を攻撃した。宋が定期的に金を襲撃したことが、戦争の公式な正当性の根拠であった。また、モンゴル人が北方の支配に成功した場合、宋を征服することで金は逃げ場を確保することができるという事が動機とされる。一方で宋側では、金軍の南下に備えて宣戦を唱える強硬論が高まったが、宰相の史弥遠は金と戦うことを躊躇し、宣戦布告を2カ月遅らせた。しかし宋の将軍たちは宰相とは独立していたため、史弥遠は軍事的な失敗の責任を回避することができた。この遅れによって金は中央と西の前線から国境を越えて進軍した。それでも金の軍事的成功は限られており、金は隣国の西夏からの度重なる襲撃に直面した。1217年、宋の将軍である孟宗政と扈再興は金を破り、金軍の棗陽・随州攻略を阻止した。
1217年末に行われた金の第2次侵攻作戦は、第1次作戦よりもわずかに良い結果となった。東部では、金軍は淮河流域ではほとんど前進しなかったが、西部では1217年末に西河と大散関を攻略した。金は1218年と1219年に再び泗州を攻略しようとしたが失敗した。1218年初めには宋の反攻で泗州が占領され、1219年には金の都市である鄧州と唐州が趙方の指揮する宋軍によって2度にわたって略奪された。1221年には西方では、四川における宋軍の指揮を、それまで解任されていた安丙に委ねた。彼は西部戦線の防衛に成功したが、現地での反乱のためにそれ以上前進することができなかった。金は宋から賠償金を分捕ろうとしたが、結局それを宋が支払う事にはならなかった。3つの作戦の最後、1221年の初めに、金は宋の領土の奥深くにある蘄州の都市を占領した。しかし扈再興と李全が率いる宋軍が金軍を破り、金軍は撤退した。1224年、両者は休戦に合意し、宋は金への毎年の貢納を停止した。金と宋との間の外交闘争も停止された。

#### モンゴル・宋の同盟

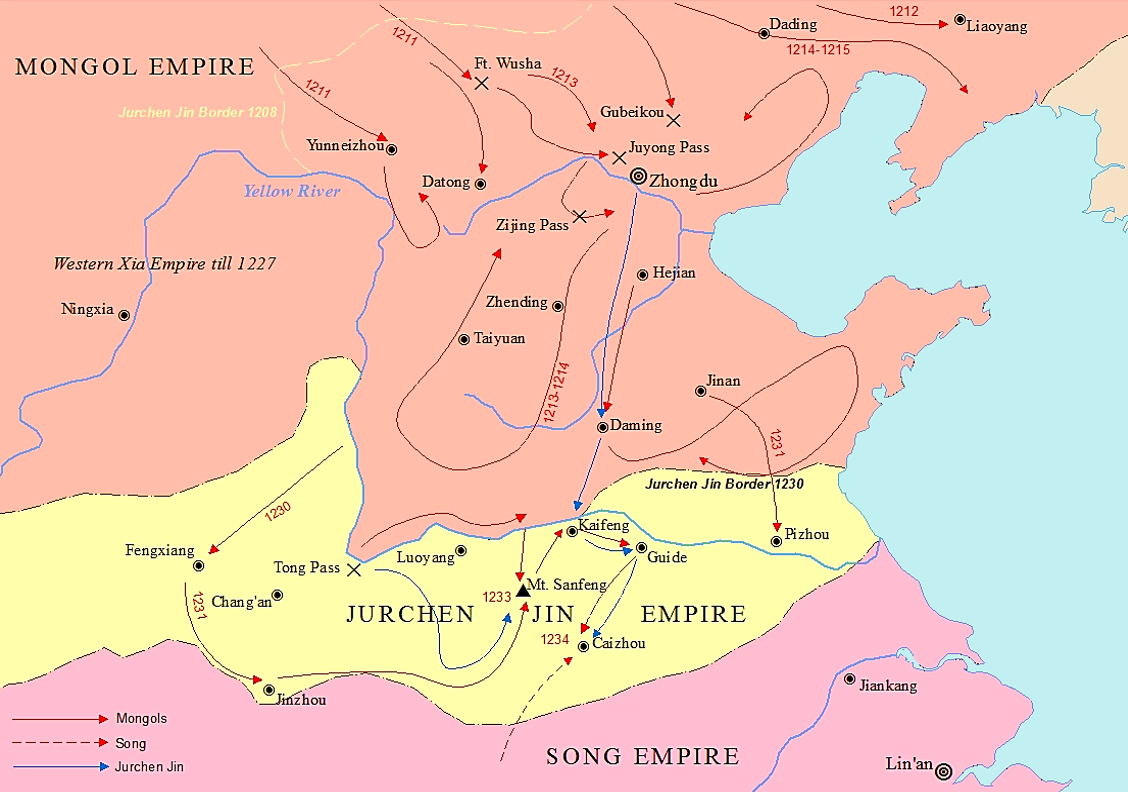
モンゴル・宋連合軍による金滅亡

1233年2月、モンゴル軍が開封の包囲を10カ月以上行い、金の哀宗は蔡州に退避した。1233年、金は使者を派遣し、宋に物資の提供を求めた。金の使者は、「モンゴルは金を滅ぼした後に宋に侵攻するだろう」と報告したが、宋はその警告を無視し、要求を拒否した。そして宋はモンゴルと同盟を結び、金に対抗した。宋はモンゴルに物資を提供し、その見返りとして河南の一部を獲得した。1234年、モンゴル軍と宋軍が蔡州攻囲戦で破ったことにより、金は遂に滅亡した。宋将の孟珙は宋軍を率いて蔡州を攻め落とした。金の皇帝である哀宗は自ら命を絶ち、その後継者である完顔呼敦は、半日後に蔡州で殺された。その後、宋蒙両国は河南の領有を巡って決裂し、敵対関係に変わった（端平入洛）。何十年にもわたる戦争の末、1279年には広東付近の海域で残っていた宋の残存勢力が崖山の戦いにてモンゴル帝国に敗れ、宋も滅亡してしまった（モンゴル・南宋戦争）。

## 歴史的影響

### 文化的・民族的変化

女真文字で書かれた許可証、金で用いられた3言語の1つであった。

金の領域からの女真族の移民が金の支配下にある華北に定住した。これらは人口の10%以下しか構成しておらず200～300万人の女真族は少数派であったが、3000万人の漢民族を支配していた。南方への金の拡大は、金を準農業部族的分散型政府から官僚制中国型王朝へと変遷させた。金朝政府は当初は女真文化の独立性を深化させると共に、中国の中央集権的皇帝官僚制を採用した。しかし帝国は徐々に華化されていった。金はやがて中国語話者の帝国となり、儒学思想が支配の正当化に用いられるようになった。
儒学に基づく国家儀礼は、熙宗の時代に採用された。金は、儒教の古典に関する科挙を、最初は一部地域で行ったが、その後帝国全土で実施した。古典をはじめとする中国文学の作品は、知識人によって女真語に翻訳され、研究されたが、金の古典文学に寄与したものは極僅かであった。また、漢字文化圏の契丹文字は、帝国の国字である女真文字の基となった。漢字・契丹文字・女真文字の3つの言語は何れも政府によって実務に用いられていた。完顔迪古乃（海陵王）は、中国名と女真名を併用していた。完顔迪古乃は積極的な女真化の顕著な開始とそれを促進する政策を実施した。完顔迪古乃は、幼少の頃から宋の外交官から文化的な影響を受けており、宋の習慣を模倣していたことから、女真族では「中国の物真似猿」とあだ名された。彼は四書五経を学び、茶を飲み、娯楽として中国将棋をしていた。彼の治世下では、金の行政の中心が会寧から北京に移された。彼は1153年に金の主都として北京を設置した。北京と開封には宮殿が建てられ、北方にあった女真族の首長の住居は破壊された。
完顔迪古乃の政治改革は、中国全土を征服し、自らを中国の皇帝として正当化したいという願望と結びついていた。しかし完顔迪古乃の暗殺により、江南制圧の見通しが立たなくなった。完顔迪古乃を廃位した世宗完顔烏禄は、中国化にはあまり積極的ではなかったため、完顔迪古乃の勅令のいくつかを取り消した。彼は女真族の同化を遅らせるために新政策を裁可した。しかし世宗の禁止令は、章宗完顔麻達葛によって廃止された。章宗は王朝の政治体制を宋朝や唐朝の政治構造に近づけるよう改革を進めた。文化や人口の変化にもかかわらず、金と宋との間の軍事的敵対関係は金の崩壊まで続いた。
江南では、宋朝の南遷は大きな人口動態の変化をもたらした。度重なる女真族の襲撃に依り臨安や建康（それぞれ現在の杭州市・南京市）に定住した北方からの難民の人口は、本来の住民の人口よりもかなり多くなった。宋朝政府は、南方から長江・淮河間の過疎地への農民の移住を奨励した。新都の臨安は、商業・文化の中心地として発展した。特に目立つ事のない中核都市から、世界有数の規模と繁栄を誇る都市へと成長したのであった。マルコ・ポーロが元代に臨安に滞在していたとき、宋代ほど豊かではなかったが、「この都市は世界のどの都市よりも大きい」と記している。華北を奪還する可能性が低くなり、更に臨安が重要な貿易都市に成長すると、臨安には帝都としての地位にふさわしいように政府の建物が増改築された。適度な大きさの王宮は、1133年には新しい屋根のついた路地が作られ、1148年には王宮の壁が拡張された。
中国文明の文化的中心地である華北の失陥で、宋朝の地域的地位は低下した。女真人の華北を征服以後、高麗は宋ではなく金を中国の正統王朝として認めた。宋は軍事的失敗により金の下位になり、「同輩の中の中国（China among equals）」になってしまった。しかし、宋朝経済は南遷後すぐに回復した。北宋の時代が終わった1127年から高宗の末期である1160年代初頭までの間に、外国貿易への課税から得られる政府の収入はほぼ倍増した。しかし復興は一様ではなく、戦争の影響を直接受けた淮河南部や湖北などの地域では、戦前の水準に戻るのに数十年を要した。幾度もの戦闘にもかかわらず、金は宋の主要な貿易相手国の一つであり続けた。金では茶や陶磁器・絹織物などの需要を満たすために宋との交易を必要とし（結果的に歳幣となった銀が宋に還流される）、宋では毛皮や馬などの外国製品の需要が衰えなかった。歴史学者の斯波義信は、宋の商業は金への歳幣として毎年献上される銀を補填するに上回るほどの利益を上げていたと考えている。
宋金戦争は、五胡の南下・安史の乱・黄巣の乱などの華北における幾つかの戦争のひとつである。これら混乱や異民族の南下により引き起こされた華北から江南への漢人の大移動は衣冠南渡と呼ばれる。1126年から27年にかけて、李清照を含む100万人以上が南へと逃れた。孔子の子孫である衍聖公孔端友は高宗とともに衢州に南下した一方で、弟の孔端操は曲阜に残り、金朝の衍聖公となった。また、曾子一族の一部も南宋とともに南下したが、一部は北に残った。
しかし、戦争が終わると、南宋の漢民族が金朝の支配下の華北に向かうという逆の移動もあり、江南の人口は減少し、華北の人口は増加した。

### 火薬兵器

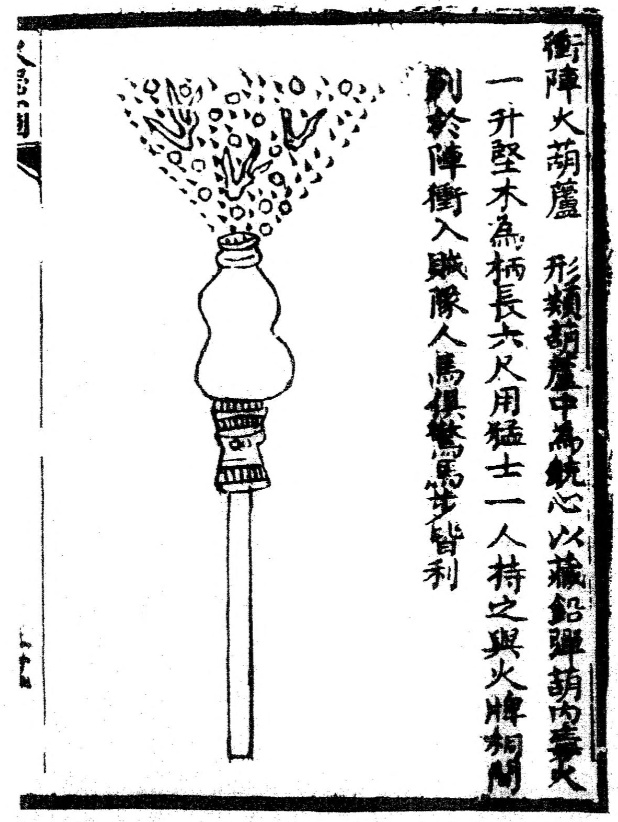
火槍の最初の利用は1132年徳安攻囲戦である。明朝にはこれを改良した燃える弾丸を放つ飛び道具についての文書「火龍神器陣法」が出来た。

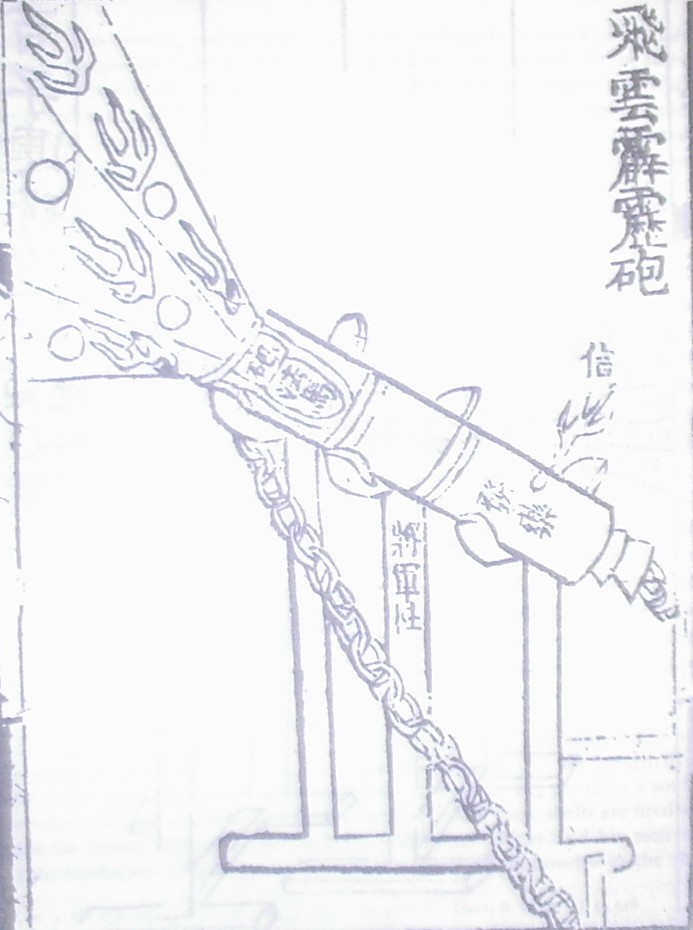
火槍の発展形である霹靂砲。特にモンゴル・南宋戦争などで用いられた（画像は明代のもの）。

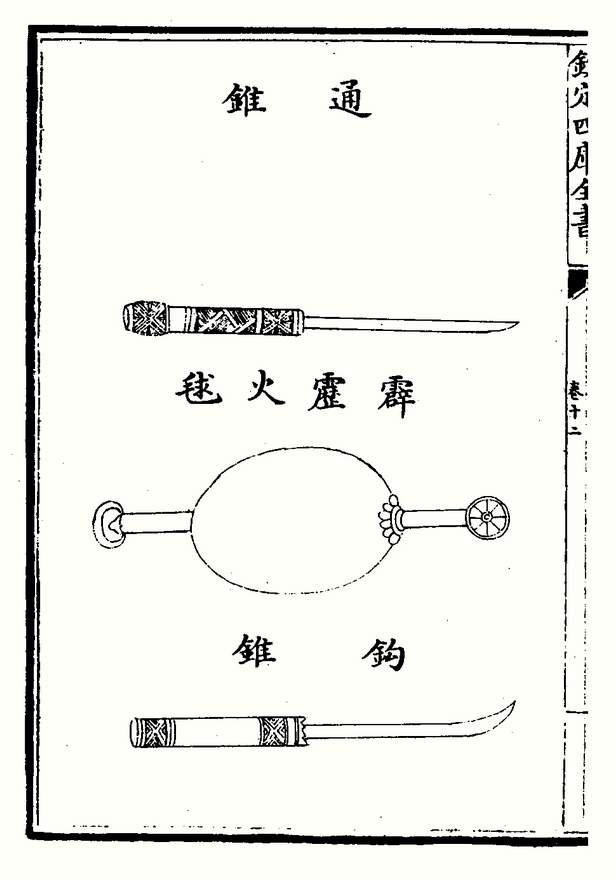
「武経総要」にある霹靂砲。采石磯の戦いで用いられた霹靂砲には石灰と火薬の混合物が使われていた。宋兵は、金の攻城塔への攻撃のタイミングを計り、火槍の射程に入るまで待つことで、武器の射程と機動力の制限を補ったのである。その後の火槍は金属製の砲身を使用し、より遠くへ、より強い力で発射され、対歩兵にも使用できるようになった。

宋金戦争では、火薬兵器の発明と使用が促進された。初期の火器の一つである火槍は、宋が金の1132年徳安攻囲戦に対して使用したという報告がある。この武器は、竹や紙で作られた筒から火炎放射器を発射できる槍を取り付けたもので、これは、徳安を守る宋軍を率いた陳規の指揮下にあった兵士が作ったものである。宋兵が徳安で装備した火槍は、金の木製の攻城塔を破壊するために作られたもので、金の歩兵と戦うためのものではなかった。宋兵は、金の攻城塔への攻撃のタイミングを計り、火槍の射程に入るまで待つことで、武器の射程と機動力の制限を補った。その後の火槍は金属製の砲身を使用し、より遠くへ、より強い力で発射され、歩兵に対しても使用できるようになった。
霍泡のような初期の初歩的な爆弾や、トレビュシェット（投石機）で発射する火砲なども焼夷弾として使われていた。1126年の第一次開封攻囲では、防衛側の宋軍が「火礮」を使用した。また金側は攻城塔から焼夷弾を城下に投下した。1127年には、徳安を守る宋軍と包囲する金軍の間で「火礮」が使用された。政府の役人である林子平は、焼夷弾と焼夷矢を宋の海軍のすべての軍艦に義務付けることを提案した。1161年の采石磯の戦いでは、宋の船は霹靂火球を発射した。完顔迪古乃が指揮する艦隊の船に対して砲台から霹靂火砲とも呼ばれていた。この爆弾の火薬混合物には、粉末状の石灰が含まれており、爆弾の包装が砕けると催涙性の煙が発生した。宋は同年の唐島の戦いでも焼夷弾を投入した。
1206年、襄陽に駐留していた宋軍が火矢にも火薬を用いた。この矢は焼夷弾であった可能性が高いが、その機能は初期のロケットに似ていた。1221年の金の蘄州攻囲戦では、金は爆弾と火薬矢で宋と戦ったとされる。金の鉄火砲は、鋳鉄製の包装を持つ、最初に知られた硬い包装の爆弾である。この爆弾は、鉄製の包装を貫通して起爆する能力が必要だった。宋軍は焼夷弾を大量に持っていたが、金のような爆弾に似た武器を持っていたという報告はない。蘄州の宋軍は3000個の火礮の武器を持っていたと、攻囲戦に参加した者が『辛巳泣蘄録』に記した。また、火薬を詰めた革袋と思われる20000個の「皮大鑊」もあった。